# Cinéma sonore
Vous lisez un « article de qualité » labellisé en 2008.

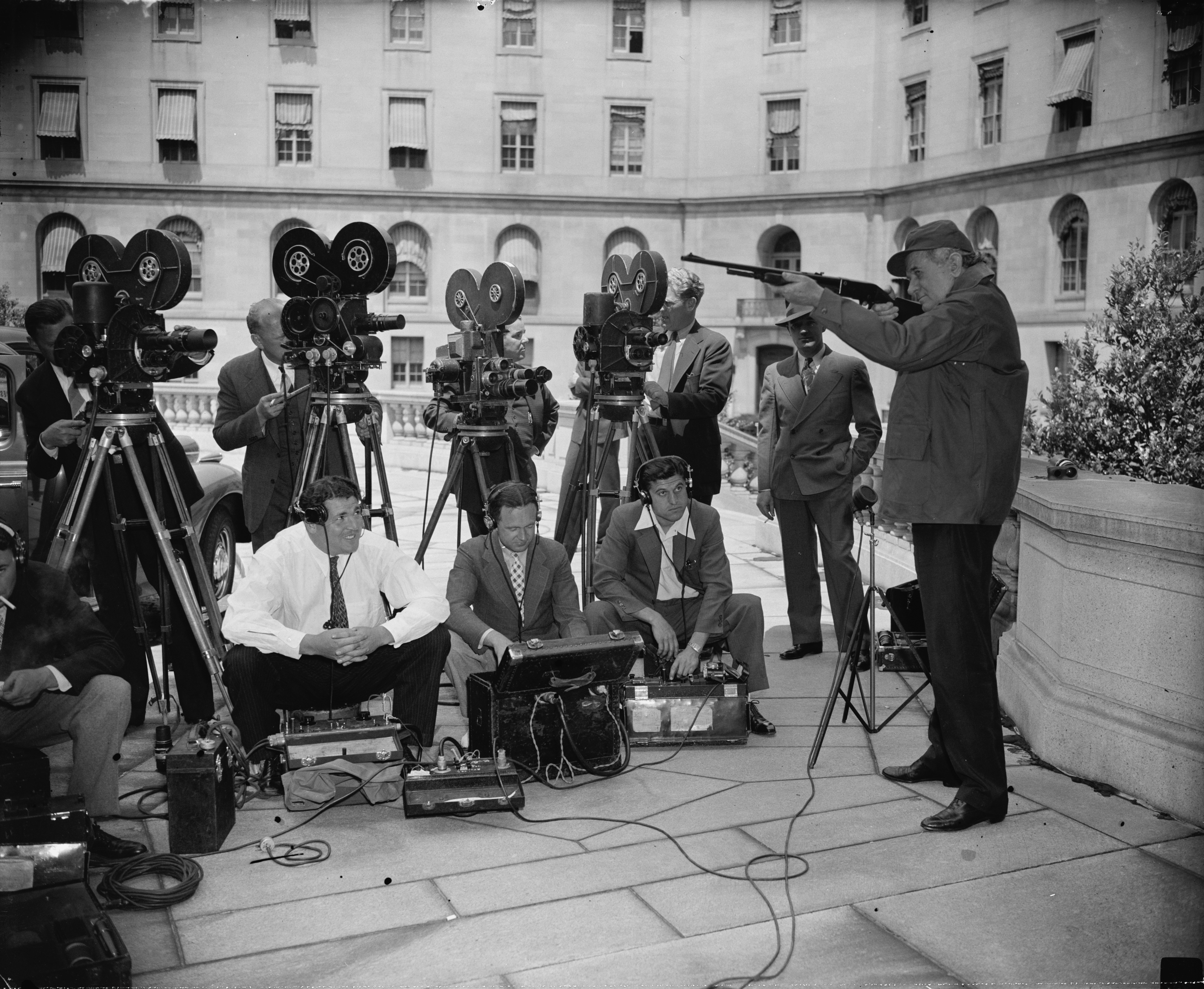
Le sénateur texan Tom Connally fait une démonstration de tir devant des caméras couplées à des enregistreurs sonores (1938).

Le cinéma sonore (ou cinéma parlant) désigne les films permettant la vision d’images animées enregistrées et simultanément l’audition d’une bande-son enregistrée. Les films ainsi présentés sont désignés indifféremment comme des films sonores ou films parlants. Restrictivement, cette expression désigne les films d’après 1926-1927, les opposant à la période du cinéma muet (films muets). 
Cette catégorie de film est nommée ainsi depuis l’avènement du son enregistré sur disque en 1926, notamment par le procédé Vitaphone. 
À celui-ci succède en 1927, le premier signal sonore enregistré sur pellicule argentique négative puis dupliqué sur les copies d'exploitation louées aux salles de cinéma, par le procédé « son optique »; son sur film.

## Avant le cinéma sonore

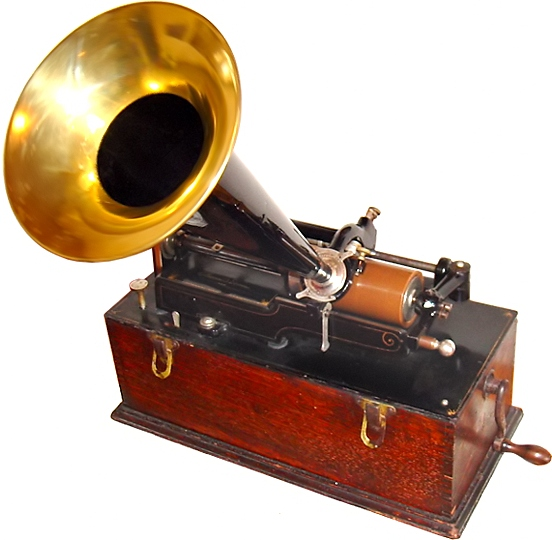
Un phonographe à cylindre de cire d'Edison, équipé d’un pavillon amplificateur.

La première caméra argentique du cinéma, le kinétographe, enregistre dès 1890 les premiers films du cinéma. Le kinétoscope, destiné à les visualiser, est né en 1891 à West Orange dans le New Jersey. C'est l'inventeur William Kennedy-Laurie Dickson, sous la houlette de l'industriel et inventeur Thomas Edison, qui en est le maître d'œuvre. 

Quelques années plus tard, le Français Louis Lumière invente un appareil, appelé le cinématographe, qui sert à la fois de caméra et de projecteur. La première projection publique payante mondiale a lieu le 28 décembre 1895 dans le Salon Indien du Grand Café, boulevard des Capucines à Paris. 

Thomas Edison, inventeur du phonographe, rêvait d'immortaliser en son et en images les prestations des artistes enregistrés sur cylindres de cire (ancêtres des disques). « On pourrait ainsi assister à un concert du Metropolitan Opera cinquante ans plus tard, alors que tous les interprètes auraient disparu depuis longtemps ». Il charge son ingénieur électricien William Dickson, de travailler sur son projet, imaginant de coupler sur le même axe de rotation, un cylindre d'enregistrement phonographique et un cylindre directement enduit de bromure d'argent, le tout enfermé dans une boîte étanche à la lumière. Un objectif se déplace sur une vis sans fin, recevant la lumière du sujet visé et la dirigeant sur le cylindre en rotation. Un obturateur à pales provoque l'enregistrement espacé des instantanés selon le procédé du stroboscope. Le cylindre est ensuite plongé dans les bains de traitement successifs et en ressort sous forme de négatif aux valeurs inversées : noir pour blanc, blanc pour noir. Pour obtenir un rétablissement de ces valeurs et permettre la manipulation des clichés, une feuille de papier photosensible est enroulée autour du cylindre que l'on éclaire de l'intérieur. Selon la technique du tirage contact, les différents photogrammes sont ainsi reportés sur cette feuille, qui peut ensuite être découpée. Ses essais sont visibles à l'œil nu, image par image, mais comme les essais à la même époque de Louis Aimé Augustin Le Prince, le procédé sur papier ne permet pas de visionner les images photographiques en mouvement, le support étant opaque et fragile. Dickson tourne ainsi trois essais : Monkeyshines, No. 1, No. 2 et No. 3.
Ces essais ne sont pas concluants d'un point de vue acoustique, d'autant plus que l'espace nécessaire à l'enregistrement des images est beaucoup plus étendu que celui nécessité par le seul enregistrement sonore; le cylindre image est en conséquence, surdimensionné. De plus, le coulissement de l'objectif tout au long de ce cylindre au cours de la prise de vues produit des images floues« Des silhouettes blanches s'agitent sur un fond noir et sont généralement aussi inhumaines que des pantins. On peut les comparer à des ombres chinoises en négatif », écrit l'historien du cinéma Georges Sadoul.
Toutefois, Edison se procure du film souple en celluloïd (nitrate de cellulose), inventé en 1888 par John Carbutt et commercialisé par l'industriel George Eastman, sous la forme de rouleaux de 70 mm de large, sans perforations. Selon les directives et croquis d'Edison, Laurie Dickson et son aide, William Heise, développent un nouveau modèle de caméra, le kinétographe, dont Edison dépose de nombreux brevets internationaux. C'est la première caméra argentique de l'histoire dont les films conservés prouvent la fonctionnalité. Elle est munie d'une seule optique et entraînée par un moteur électrique. « The cinema, as we know it today, began with the invention of the Kinetograph and Kinetoscope. These two instruments represent the first practical method of cinematography » (le cinéma, tel que nous le connaissons aujourd'hui, commença avec l'invention du kinétographe et du kinétoscope. Ces deux machines sont la première méthode réussie de prise de vues cinématographique). Le kinétographe contient un bobineau de pellicule 19 mm à défilement horizontal d'environ 17 mètres de longueur, qui passe dans l'appareil en moins d'une minute. L'unique rangée de perforations, assurant les différents défilements — continu et alternatif — est située en bas des photogrammes, à raison de six perforations par image. Les photogrammes sont circulaires, comme dans les jouets optiques (qui sont les premières applications des essais d’images animées, dont la durée — cyclique — est tout au plus de deux secondes) et ils ont un diamètre d’environ 13 mm. Les premiers films sont ensuite visionnés grâce au kinétoscope, une machine de visionnement individuel, développée par Dickson, dont Edison dépose un brevet valable seulement aux États-Unis, la machine lui paraissant n'être qu'un premier pas vers la mise au point de son projet final : enregistrer le son et l’image simultanément et les reproduire de la même façon. « Cent quarante-huit films sont tournés entre 1890 et septembre 1895 par Dickson et William Heise ».

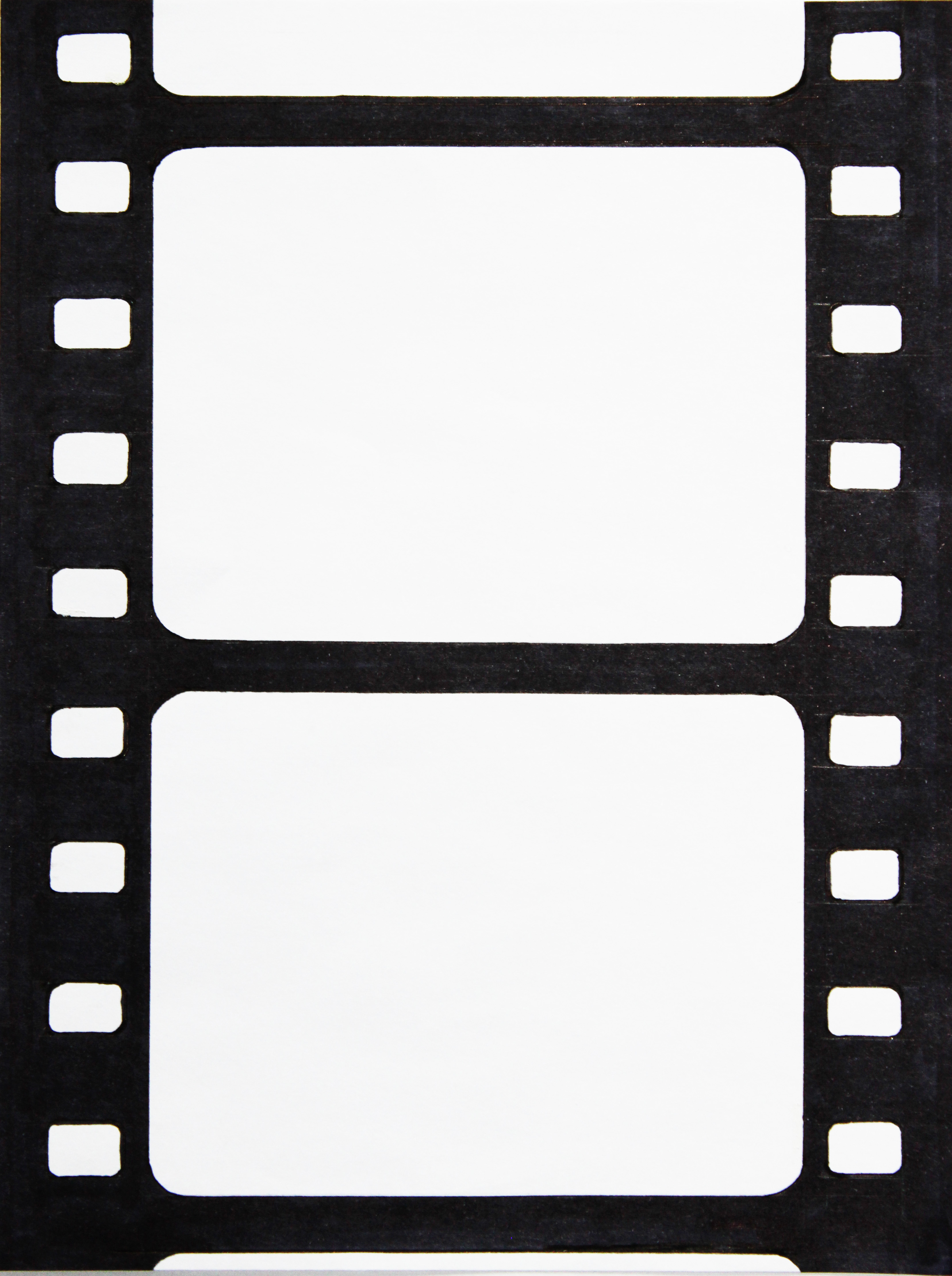
Modèle de film à perforations Edison et à défilement vertical.

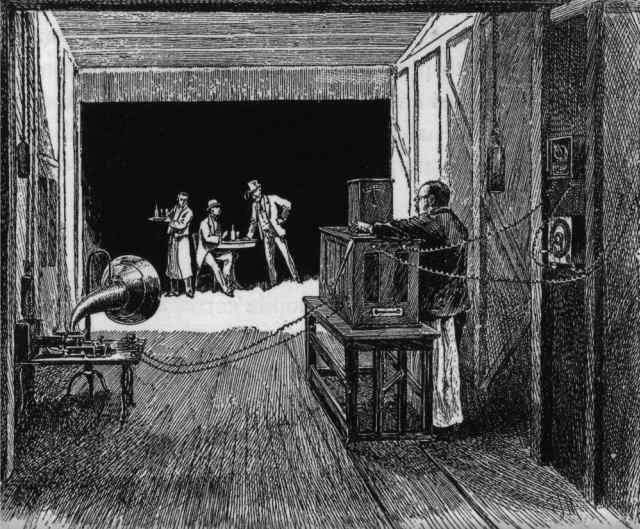
L'intérieur du « Black Maria », avec le kinétographe et un phonographe pour un jeu en « play-back ».

Cependant, l'image du 19 mm est jugée trop petite et à partir de 1893, Edison et son équipe décident de découper la bande Eastman de 70 mm par son milieu, créant deux galettes au format 35 mm de large, qu'ils font défiler cette fois verticalement dans la caméra en la munissant de deux rangées de quatre perforations rectangulaires sur chacun des bords. « Edison fit accomplir au cinéma une étape décisive, en créant le film moderne de 35 mm, à quatre paires de perforations par image ».
Pour alimenter les Kinetoscope Parlors, ces premières salles de cinéma, qu’Edison ouvre partout aux États-Unis et en Europe, le premier studio de cinéma est construit à Orange, le "Black Maria", un bâtiment sommaire orientable en fonction du soleil. Les essais de couplage son et images avec un phonographe sont rares, les difficultés de synchroniser deux supports totalement différents sont loin d’être levées. Edison tente de lancer le kinétophone en 1895, mais le succès n’est pas à l’appel et les frères Lumière, encouragés par le succès des films Edison qui se répandent partout dans le monde, viennent en Europe de présenter une caméra plus perfectionnée que ses ancêtres américains, le cinématographe, mis au point par Louis Lumière et Jules Carpentier, qui reprend ce que le Français Émile Reynaud utilise depuis 1892 avec ses films peints directement sur la pellicule : la projection sur grand écran. Le cinématographe, imité, contrefait, comme l’avait été le kinétoscope d’Edison, balaye son concurrent qui n’offre au public qu’une visualisation individuelle au moyen d’un œilleton. Les Kinetoscope Parlors ferment et dorénavant, ce sont dans des salles de cinéma qu'aura lieu une projection des programmes, devant un public rassemblé et plongé dans l’obscurité complète.
Émile Reynaud avait compris, dès 1892, que pour accompagner les émotions du public, et même les amplifier, une bonne musique s’avérait nécessaire. Elle a aussi le pouvoir de calmer la gêne, voire l’angoisse, des spectateurs plongés à plusieurs dans l’obscurité d’une salle. Aussi, est-il le premier à commander des partitions de musique spécialement prévues pour ses films à un pianiste de ses amis, Gaston Paulin. Il expérimente même un système de déclenchement automatique de quelques bruits, entraîné par le déplacement de ses bandes et des contacts électriques judicieusement placés sur les bords de cette bande. Les bandes de Reynaud, qu’il nomme « pantomimes lumineuses », sont d’une durée exceptionnelle : de 90 secondes à 5 minutes, alors que les films Edison et les vues photographiques animées Lumière ne dépassent pas 1 minute.
Car si le cinéma n’est pas encore sonore, dès les premières projections, l’ambiance d’une salle est loin d’être silencieuse. Outre les réactions du public (rires ou cris de surprise), la tradition, venue des projections de dessins lanternes magiques qu’ont connues les XVIIe siècle et XVIIIe siècle, et des projections de plaques de verre photographiques de la seconde moitié du XIXe siècle, fait que les séances sont toujours accompagnées de commentaires divers, prononcés soit par le lanterniste, soit par un bonimenteur « qui émaille chaque projection de commentaires, soit dramatiques soit amusants, inventant et jouant des dialogues, changeant de voix selon qu’il s’agit d’un homme, d’une femme ou d’un enfant. »
Comme au théâtre ou dans les opéras, le projectionniste, ou le bonimenteur, ou un bruiteur professionnel (selon le luxe de la salle), provoquent des bruits à l’aide d’accessoires astucieux, « des noix de coco pour les sabots des chevaux, des grelots pour les calèches, une tôle de fer pour l’orage, une planchette articulée pour les coups de feu, un ventilateur armé d’un carton frottant sur les pales pour les moteurs de voiture, et bien d’autres accessoires ». Les vendeurs de films livrent bientôt avec la pellicule un guide qui permet à l’exploitant de la salle de prévoir les accessoires nécessaires au bruitage et donnent des indications de commentaires et de dialogues, « pour tenter d’imposer un fil conducteur et de canaliser la verve des bonimenteurs ». Le même phénomène traditionnel fait que les films seront soutenus par différentes musiques dès que les perfectionnements techniques permettront de dépasser la durée d’une seule minute qu’avaient tous les films de 1891 à 1900.

## Balbutiement des procédés sonores
Ce que nous appelons aujourd’hui le cinéma muet disposait ainsi de moyens divers pour meubler le silence des projections, mais ces moyens étaient à la fois hétéroclites, improvisés, aléatoires, et il fallait les renouveler d’une séance à l’autre et d’une salle à l’autre. Le but à atteindre était donc de pouvoir transporter avec la pellicule un support spécifique contenant les sons. Deux directions vont présider au développement de ce qui va s’appeler le cinéma sonore ou cinéma parlant : le son sur disque et le son sur film.
Le Synchro-Ciné de l'ingénieur Delacommune permettait de synchroniser, par une bande perforée comme celle des limonaires, les sons avec la projection. Il permettait un cinéma sonore, mais pas parlant. L'arrivée du son sur film termina précocement sa carrière, bien que de nombreuses salles fussent équipées d'orgues mécaniques, dont les Wurlitzer étaient les plus célèbres et monumentales.

### Son sur disque

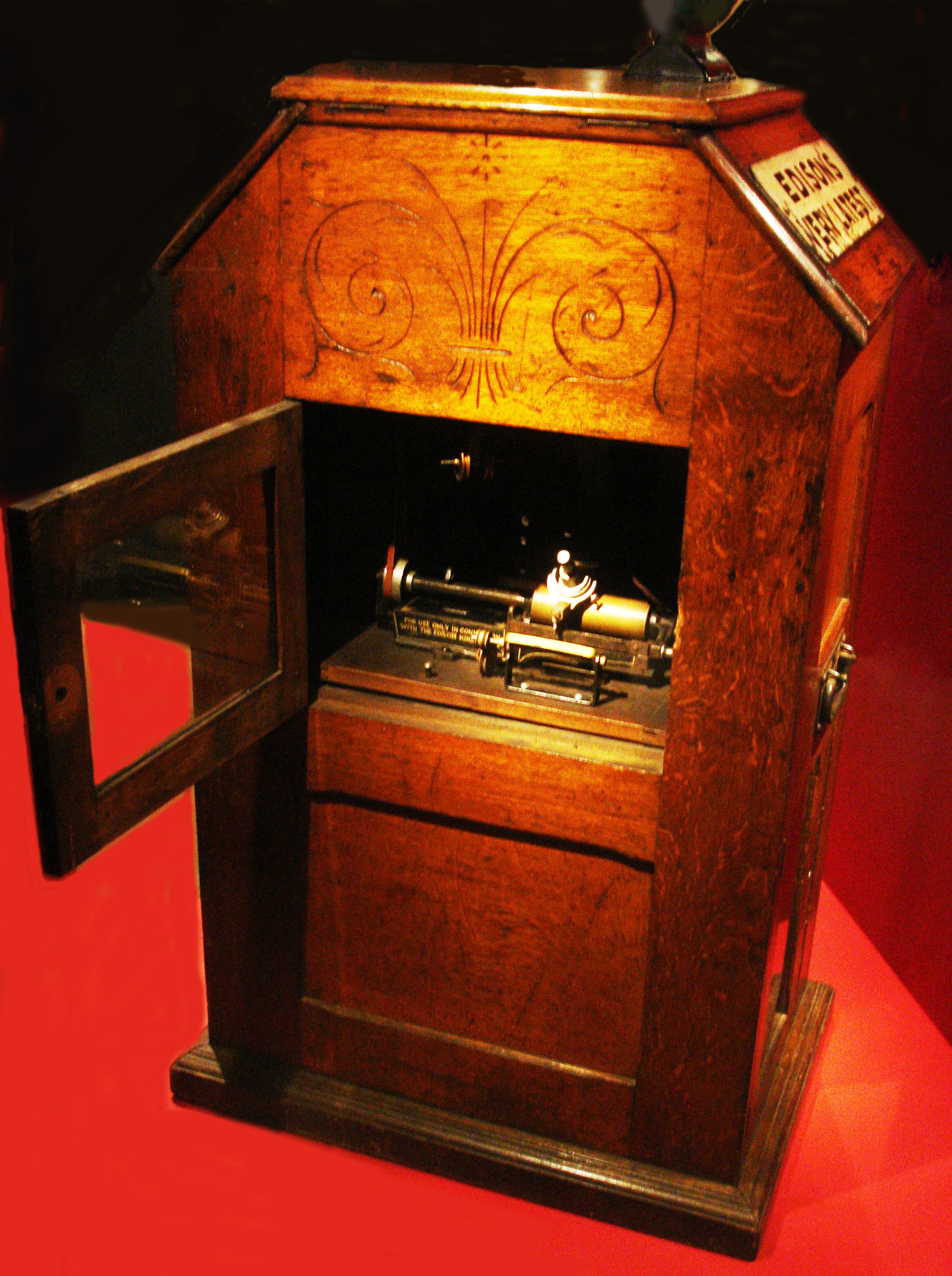
Couple kinétoscope et phonographe à cylindres de cire (Kinétophone).

La première direction s’imposait par l’existence depuis déjà deux décennies d’une machine à enregistrer et à reproduire les sons : le phonographe, imaginé par Charles Cros, mais réellement mis au point, fabriqué et commercialisé par Thomas Edison. En 1895, son assistant, l’ingénieur électricien William Kennedy Laurie Dickson, enregistre simultanément l’image et le son, grâce à un couple formé par la caméra Kinétographe qu’il a conçue dès 1891 d’après les croquis d’Edison, et un phonographe dans sa configuration d’enregistrement. 

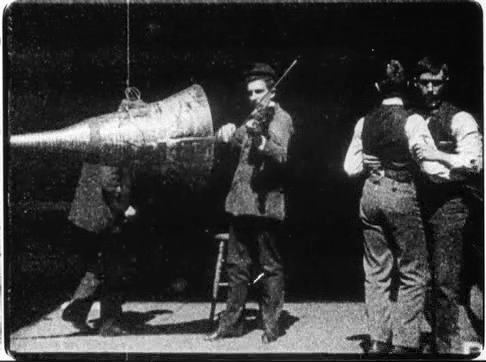
Dickson Experimental Sound Film (1894), Laurie Dickson au violon. La bande image était conservée dans le fonds Edison de la Bibliothèque du Congrès, et un cylindre de cire gravé l’était dans la collection Edison National Historic Site. Le rapprochement des deux supports date des années 1990. L’air joué au violon est la barcarolle La Chanson du mousse (Acte I, scène 1, air no 3), tirée de Les Cloches de Corneville (« Va, petit mousse, le vent te pousse… »).

Ce premier film sonore est conservé sous le titre Dickson Experimental Sound Film. On y voit Dickson en personne qui « interprète au violon une ritournelle du compositeur français Jean-Robert Planquette, il n’est pas très bon violoniste et ça grince un peu. Pourtant, cet essai signe le premier film sonore. Dickson joue devant une sorte de grand entonnoir destiné à récolter le son. » C'est le seul film réalisé pour le projet car, en mars 1895, lorsque la société Edison Manufacturing Studios met cet appareil sur le marché, les films joints sont des films muets figurant déjà dans le catalogue Edison, et les exploitants doivent se contenter de choisir parmi une gamme de cylindres celui qui leur convient pour offrit un semblant de rythme avec l'image. Par exemple, trois cylindres différents sont proposés pour accompagner Carmencita : Valse Santiago, La Paloma et Alma-Danza Spagnola.

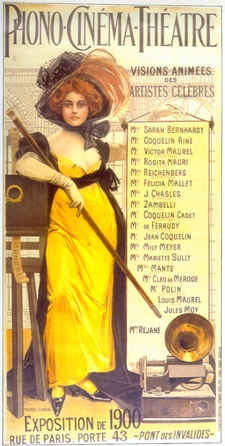
Affiche annonçant les artistes présentés aux projections de cinéma sonore du système Phono-Cinéma-Théâtre à l'exposition universelle de Paris (1900).

Lors de la prise de vues et de la prise de son, les deux appareils sont mis en mouvement simultanément. Selon le mode de visionnement qui a cours chez Edison à cette époque, le kinétoscope est équipé d’un phonographe à cylindre et la mise en branle de l’image fait aussitôt démarrer le phonographe. C’est le principe du son sur disque.
Après le succès indiscutable des projections Lumière, Edison fut forcé d’acquérir un dispositif de projection, lui qui avait toujours refusé de s’y intéresser malgré les conseils pressants de Laurie Dickson. Pour un temps, la reproduction du son passa au second plan. Mais le couple appareil de projection – phonographe succéda sans problème au couple kinétoscope – phonographe et c’était chose acquise. Ce procédé fut repris à l’Exposition universelle de 1900 à Paris, mais cet exemple montre bien que le couple son et image ne pouvait être considéré à l’époque que comme une curiosité, qui n’allait pas dans le sens où se développait dorénavant le cinéma : une industrie lucrative.

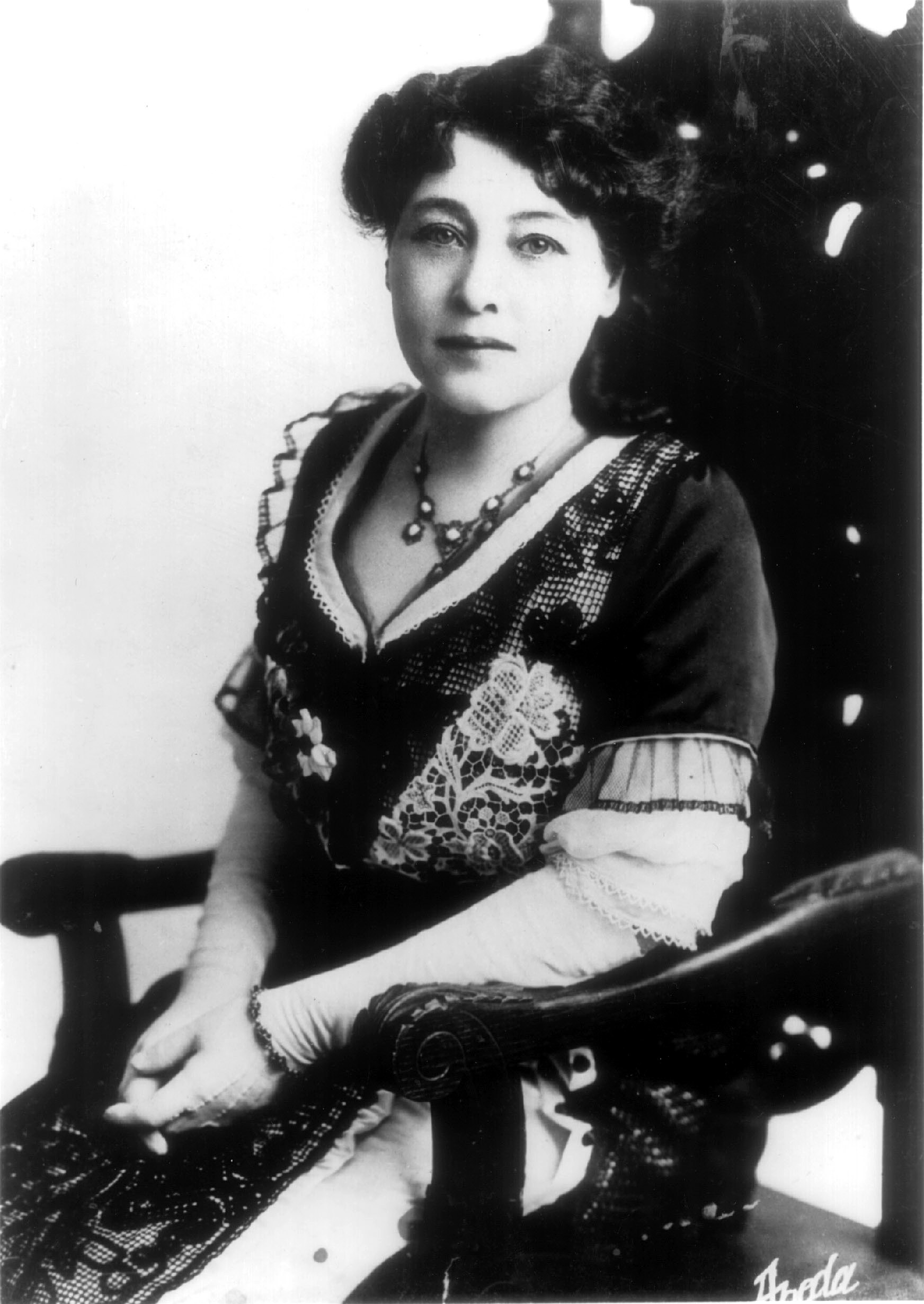
Alice Guy en 1896.

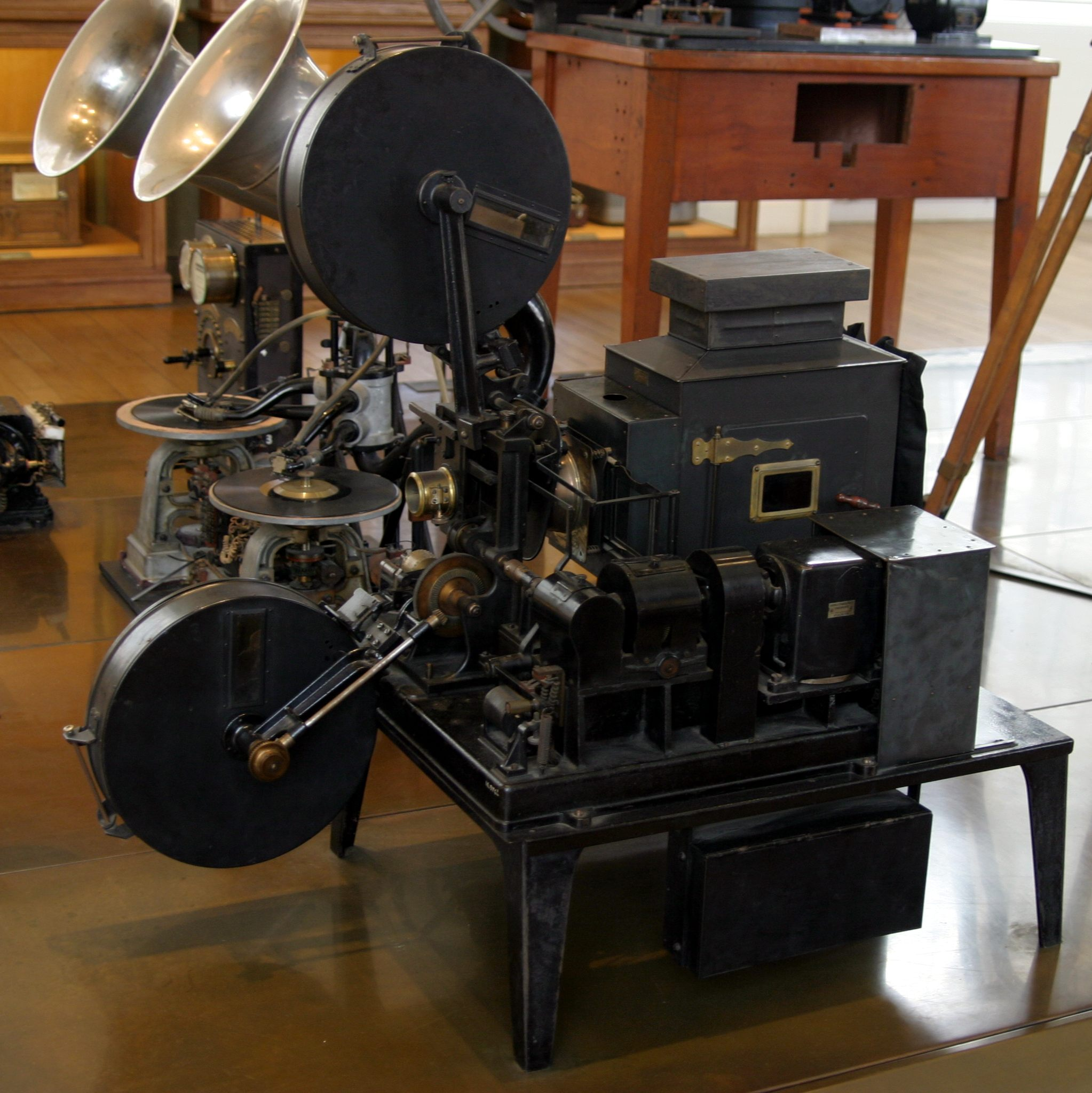
Chronomégaphone Gaumont de 1910.

Pourtant, une expérience marquante eut pour cheville ouvrière la première réalisatrice, la Française Alice Guy, qui, pour le compte de Léon Gaumont, entreprit, de 1902 à 1917, la production d’environ 700 films sonorisés avec le principe du couple son sur disque, dont elle réalisa les premiers numéros, baptisés phonoscènes. Il s’agissait de filmer un artiste d’opéra, ou de music-hall, ou un comédien célèbre, avec une astuce qui allait devenir plus tard indispensable dans l’industrie musicale : le playback. L’avantage du procédé est que l’enregistrement du son nécessite un silence ambiant complet et demande éventuellement de recommencer. Or, les caméras de prise de vues émettaient à l’époque un bruit de crécelle extrêmement néfaste pour la prise de son. Il était donc indispensable de séparer les deux opérations. On enregistrait d’abord un disque 78 tours à l’aide d’un gramophone (équivalent à disque du phonographe à cylindre), puis, sur le plateau du studio, on opérait la prise de vues en demandant à l’artiste d’écouter son propre disque en chantant à l’unisson. La représentation devant le public couplait ensuite un appareil de projection et un gramophone, démarrés ensemble. Une phonoscène durait tout au plus 3  à   4 minutes, car la synchronisation des deux machines se défaisait à mesure que le temps passait : les labiales se décalaient, et le mouvement des lèvres ne correspondait plus au son entendu. 3  à   4 minutes, c’était le temps d’une chanson ou la durée d’un sketch. Pour des durées plus importantes, par exemple un air d’opéra, la prestation était effectuée sur 2 disques successifs. Gaumont avait d’ailleurs fait mettre au point un appareil de projection comportant deux tourne-disques qui se déclenchaient successivement, le chronomégaphone, dont le son était propulsé par deux pavillons. Grâce à Gaumont et à Alice Guy, il a été conservé quelque 140 phonoscènes qui offrent un éventail inestimable des artistes lyriques du début du XXe siècle.

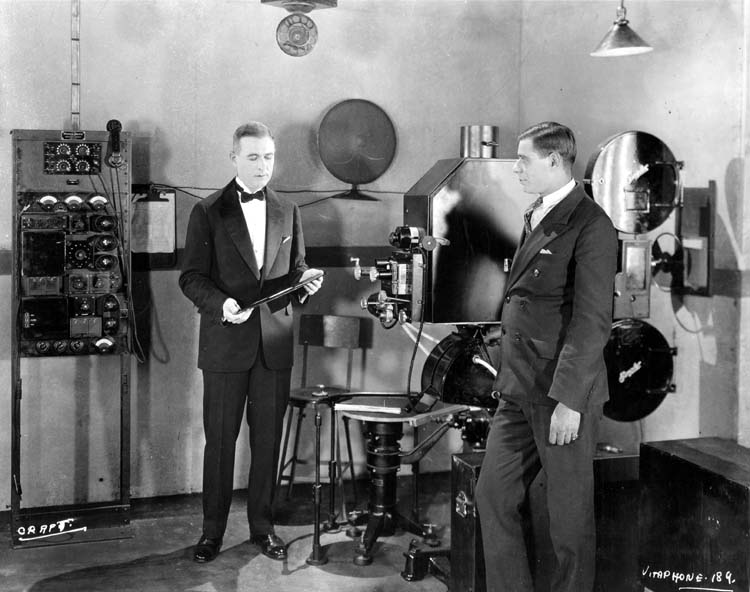
Procédé Vitaphone : à l'arrière de l'appareil de projection, une sorte de tabouret (au centre) : le lecteur de disque gravé (l'un des opérateurs tient un disque).

## Apogée du son sur disque
En 1924, « Western Electric développe aux États-Unis, en collaboration avec Bell Telephone Laboratories, un système de synchronisation sonore, le Vitaphone, qui reprend le procédé du disque gravé… Cette fois, les ingénieurs de Western Electric ont équipé l’appareil de projection et le phonographe de moteurs électriques synchrones qui entraînent les deux machines à la même vitesse. À l’époque, pour des raisons de sécurité et de commodité, tous les films sont projetés en galettes de dix minutes. Pour ne pas interrompre la séance, les cabines des cinémas sont équipées d’un double poste de projecteurs qui fonctionnent en alternance. Le Vitaphone propose de coupler chaque galette de film avec un disque gravé de dix minutes et d’utiliser deux phonographes. Comme les disques des phonographes du marché tournent à 78 tours par minute et durent de 4 à 6 minutes, pour obtenir la durée nécessaire de dix minutes, sans augmenter le diamètre des disques, ce qui les aurait fragilisés, la vitesse de rotation, à l’enregistrement comme à la lecture, est diminuée de 78 tours à 33 tours 1/3 par minute. ».

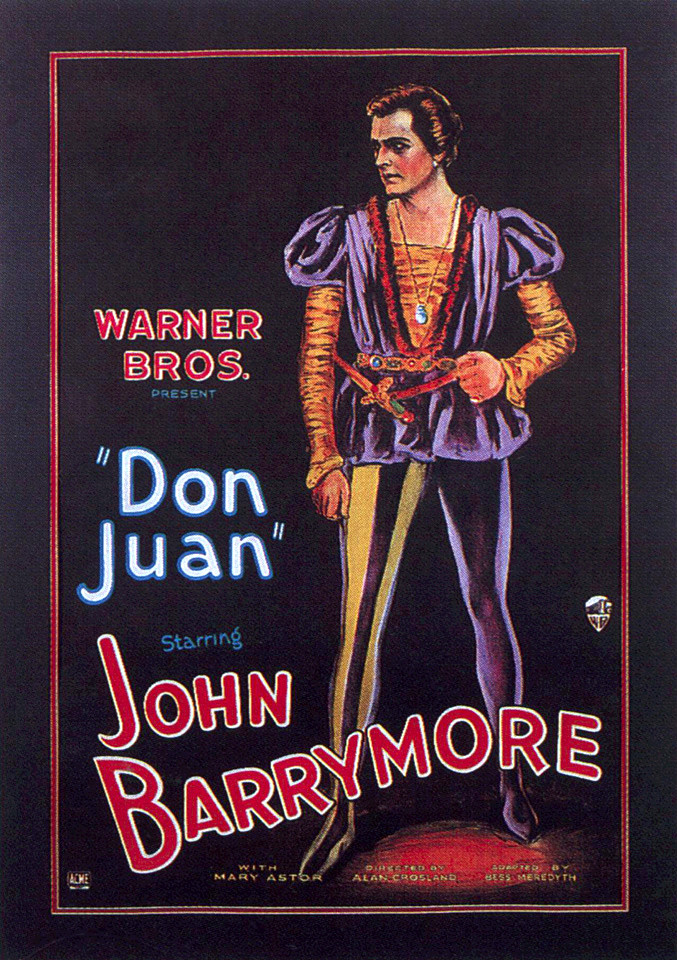
Affiche de Don Juan.

Mais les nombreux incidents qui ont émaillé toutes les tentatives de son sur disque n’incitent pas le monde du cinéma à investir dans un système nouveau qui n’a pas encore fait ses preuves. En 1926, cependant, la firme américaine Warner Bros. (quatre frères entrés dans le cinéma comme projectionnistes itinérants), prend un pari risqué en investissant tout son capital dans l’acquisition des droits d’exploitation du procédé Vitaphone. Elle achète dans Manhattan un théâtre en déliquescence et le transforme en salle de cinéma équipée du procédé.

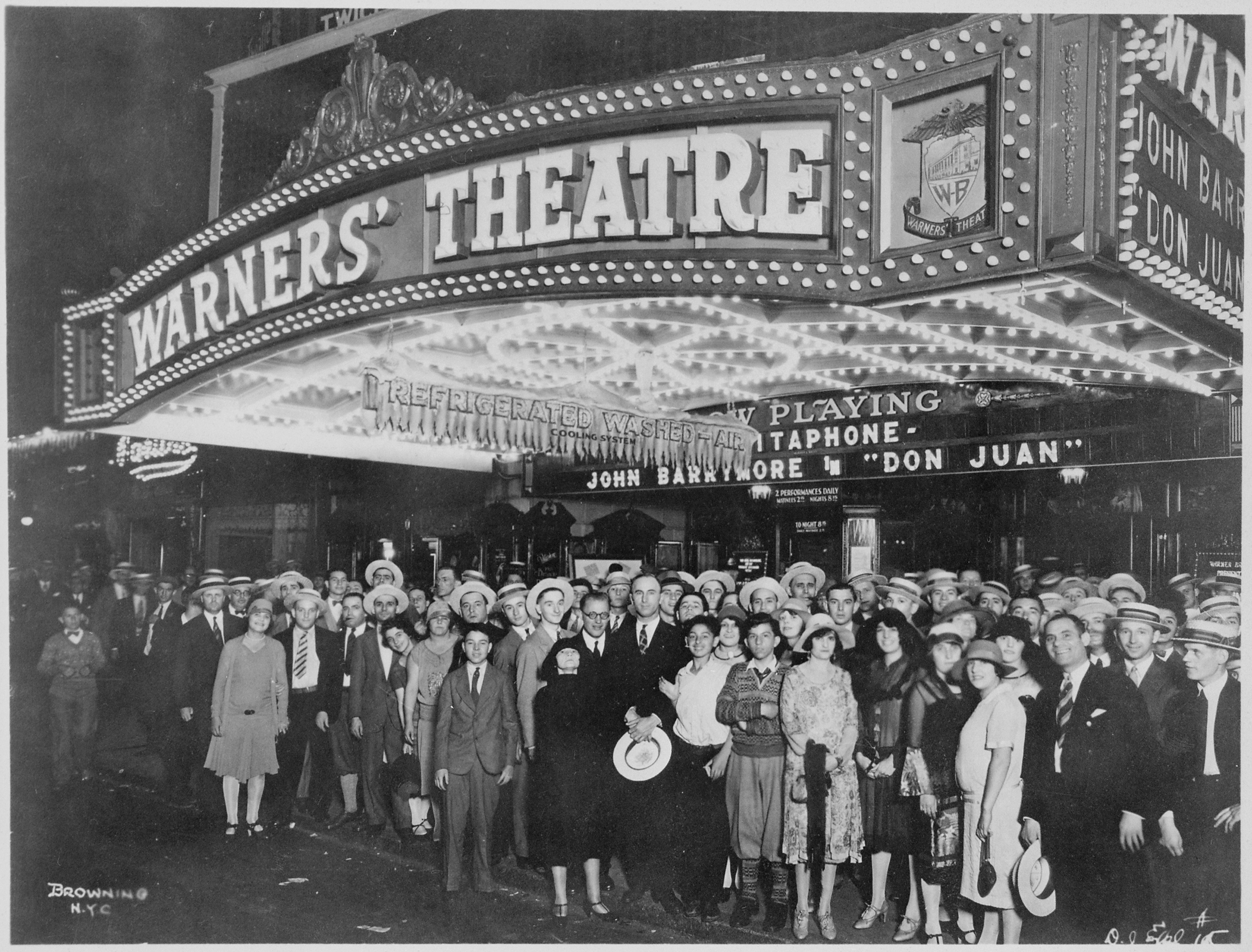
Le soir de la projection inaugurale de Don Juan à Manhattan.

 Warner Bros. produit alors un très long métrage sonore (3 heures de projection), Don Juan, avec l’une des stars de l’époque, le comédien John Barrymore. C’est encore un film dont on n’entend pas les dialogues ; ils sont écrits sur des intertitres et les bouches des comédiens s’ouvrent sans qu’on n’entende leur voix. Mais la bande musicale est abondante, mélangeant allègrement de la musique classique et des chansons, et diffusant des effets de bruit. L’intelligentsia new yorkaise se presse au guichet de la salle qui tient ainsi l’affiche durant plusieurs mois. Le pari des frères Warner est gagné, mais la partie n’est pas finie.
En 1926 également, la firme produit Une scène dans la plantation, un film de dix minutes où Al Jolson, grimé en pauvre journalier noir, chante une berceuse bien rythmée, Rock-a-Bye Your Baby with a Dixie Melody, et deux autres chansons, mais soudain, il regarde droit dans l’objectif de la caméra, interrompt sa chanson et se met à parler. Au cours des projections, « les spectateurs sont enthousiasmés car, ô miracle ! le chanteur s’adresse à la caméra, donc à eux, et les interpelle avec une répartie devenue célèbre », « Attendez, attendez une minute… Vous n’avez encore rien entendu ! », qu’il reprend plus tard dans Le Chanteur de jazz (Wait a minute, wait a minute, you ain't heard nothin' yet !). C'est réellement le premier film parlant.
En 1927, dopés par ce succès, les frères Warner produisent le long métrage Le Chanteur de jazz, avec le même procédé Vitaphone. Mais de même que pour Don Juan, les dialogues du film sont tous écrits sur des cartons d'intertitres et sont prononcés "en muet" (on n'entend pas les comédiens). Ce film est un triomphe et lance en même temps le cinéma sonore, la Warner qui va devenir l’une des plus puissantes sociétés de production américaines, et fait d’Al Jolson, déjà célèbre aux États-Unis, une célébrité internationale, tout en annonçant la fin des films sans paroles.

## Arrivée du procédé moderne: le son sur film

Piste Movietone à densité variable (à gauche). Piste Photophone à densité fixe (à droite).

Comme ce succès prouve le désir du public d’entendre le son direct des voix dans un film, la Fox Film Corporation reprend en 1927 le principe d’enregistrement photographique du son sur pellicule qu’avait imaginé — sans toutefois réussir à le rendre fiable — antérieurement le Français Eugene Lauste, employé aux laboratoires de Thomas Edison aux côtés de William Dickson. La Fox développe ainsi la technique du son enregistré sur une pellicule argentique négative puis reporté sur les copies d'exploitation louées aux salles de cinéma, dit « son optique », que la Fox dépose sous l’appellation Movietone. L’inconvénient de ce procédé, dit « à densité variable », est que le son s’altère avec l’usure de la copie et va jusqu’à devenir inaudible. Aussi, en 1928, Radio Corporation of America (RCA) lance-t-elle le son Photophone qui est dit « à densité fixe » et qui va supplanter le procédé à densité variable car il résiste aux aléas de l'exploitation des copies dans les salles de cinéma.

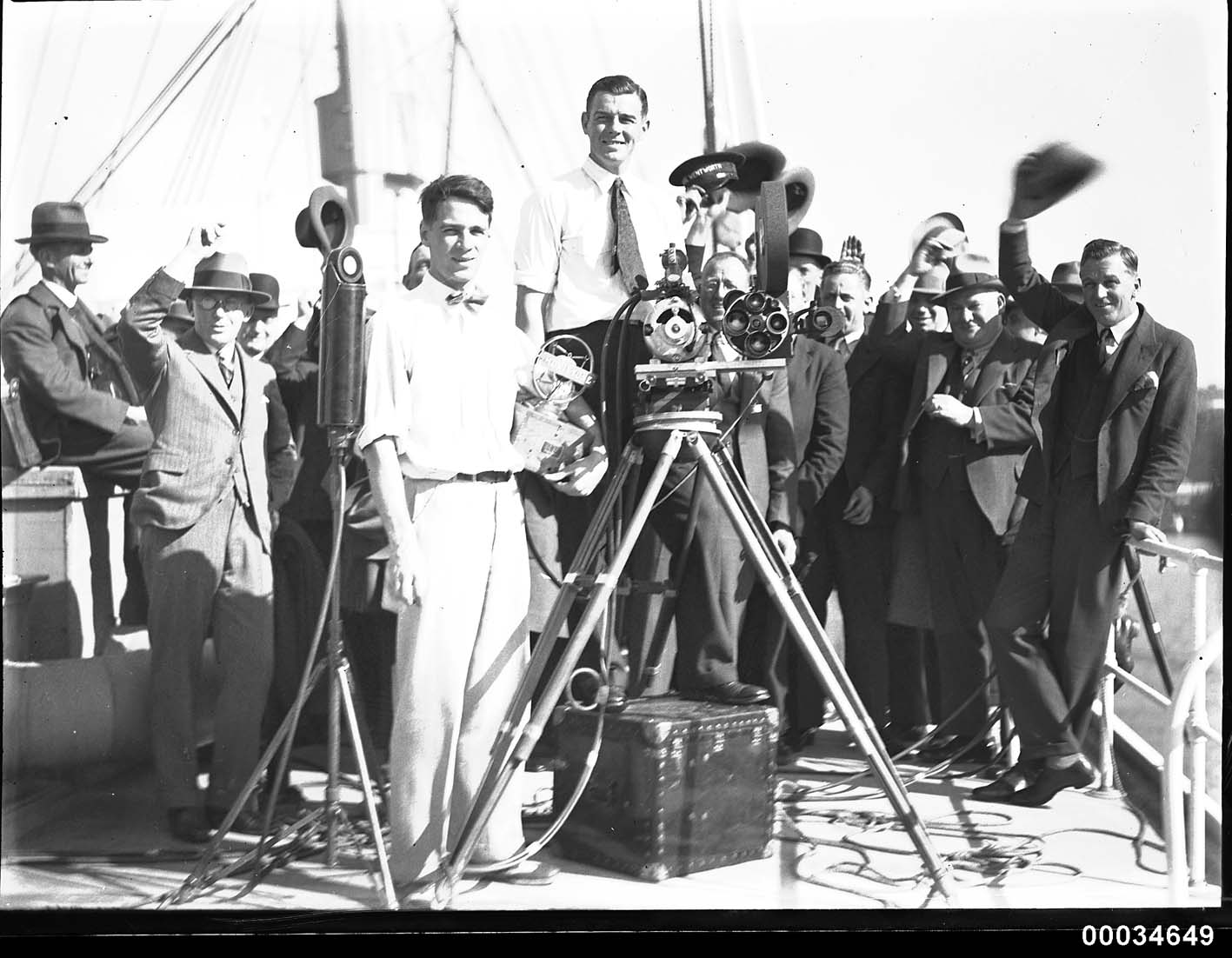
Un cadreur et un preneur de son (à gauche, portant le micro), sur un tournage avec le procédé Movietone.

La piste optique est née, le son et les photogrammes figurent désormais sur le même support, parfaitement solidaires, transportables sous la seule et unique forme de la copie film. Bien qu’à ses débuts de moindre qualité que le son sur disque Vitaphone, le son optique s’imposa rapidement dans le monde entier et des améliorations successives remédièrent à ses défauts originels.

Piste optique à densité fixe sur film 35 mm, qui évince le procédé à densité variable.

En raison de cette concurrence sur le plan de la qualité avec le système Vitaphone, les deux sociétés commercialisant le son optique préfèrent judicieusement éviter la guerre entre leurs différents procédés, Movietone et Photophone, mais aussi recherchent un accord avec les industriels européens. À l'instigation de la RCA, les deux sociétés américaines présentent un équipement de projection compatible, ce qui signifie que les films tournés avec n'importe lequel des deux systèmes peuvent être projetés dans toute salle équipée. Reste la concurrence européenne, et notamment allemande avec Tobis-Klangfilm.
En mai 1930, la Western Electric gagne un procès en Autriche qui annule la protection des brevets de la Tri-Ergon, une société allemande qui avait déposé un brevet de son optique dès 1919, sans application pratique. Cette victoire juridique arrange Tobis-Klangfilm qui était confronté à ce même dépôt de brevet antérieur. Un accord est signé entre les Américains et les Allemands, portant sur un brevet commun, la compatibilité des enregistrements et la division du monde en trois zones pour la fourniture des équipements. Un rapport contemporain le décrit ainsi : « Tobis-Klangfilm détient l'exclusivité des droits afin de fournir l'équipement pour : l'Allemagne, Danzig, l'Autriche, la Hongrie, la Suisse, la Tchécoslovaquie, la Hollande, les Indes néerlandaises, le Danemark, la Suède, la Norvège, la Bulgarie, la Yougoslavie et la Finlande. Les Américains ont l'exclusivité des droits pour : les États-Unis, le Canada, l'Australie, la Nouvelle-Zélande, l'Inde et la Russie. Tous les autres pays, dont l'Italie, la France et l'Angleterre, sont ouverts aux deux parties ».

### Le triomphe des films parlants

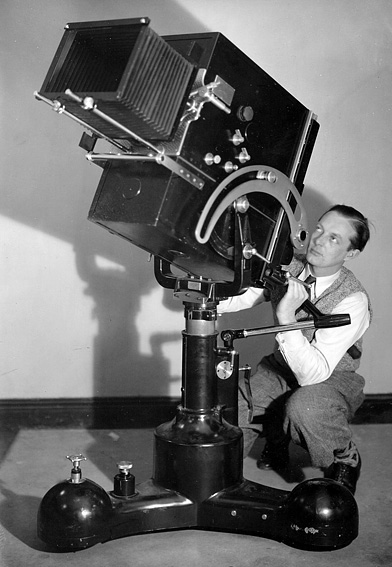
Caméra Debrie Parvo blimpée, installée sur un solide pied-boule, contrôlée par le chef-opérateur suédois Åke Dahlqvist (années 1930).

L'avènement du cinéma sonore va bouleverser la façon de fabriquer un film, plus qu'il ne va influencer le style du récit filmique. « Le bruit de crécelle de la caméra n’est pas le bienvenu lors des prises de vue sonores, elle se voit enfermée avec son opérateur dans une cabine insonorisée et se retrouve avec un fil à la patte. Allait-on oublier les travellings, les panoramiques et les subtilités du découpage ? Sûrement pas, mais l’on peut se féliciter que le cinéma soit né muet, car, privé des dialogues, il a été obligé d’inventer son propre langage qui en 1926, à l’arrivée du sonore, touche à la perfection. ». Le défaut de virtuosité va durer peu de temps car on va vite équiper la caméra d'un caisson d'isolation phonique portable, qu'on appelle un « blimp », où l'on installe la caméra lors des prises de son, et que l'on double parfois d'une sorte de doudoune, quand on s'approche des comédiens pour les filmer en gros plan. La caméra va ainsi perdre de sa maniabilité du cinéma muet et son poids osciller entre 50 et 150 kilos. Mais l'industrie du cinéma devra affronter des difficultés plus épineuses, la technique ne sera pas un obstacle.

### Adaptation esthétique du muet au sonore

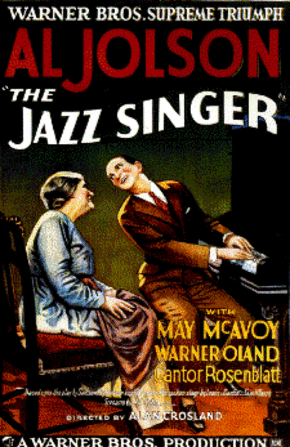
Affiche de Le Chanteur de jazz (1927).

En septembre 1926, Jack Warner, à la tête de la Warner Bros., aurait déclaré, à propos de ceux qui cherchent à faire aboutir le cinéma sonore : « Ils ne comprennent pas qu'il faut tenir compte de ce langage silencieux qu’est le cinéma et de la part inconsciente qu’apporte chaque spectateur dans le récit de l'action, et des dialogues muets qu’il imagine ». Le succès considérable du film chantant sur Vitaphone, Le Chanteur de jazz (3 millions de dollars de recettes sur le seul sol américain), puis la mise au point des procédés d’enregistrement optique du son sur la pellicule, s’ils furent la démonstration irréfutable d’une attente du public international, mirent quelques années à s’imposer, compte tenu des bouleversements techniques qu’impliquait la prise de son en direct.

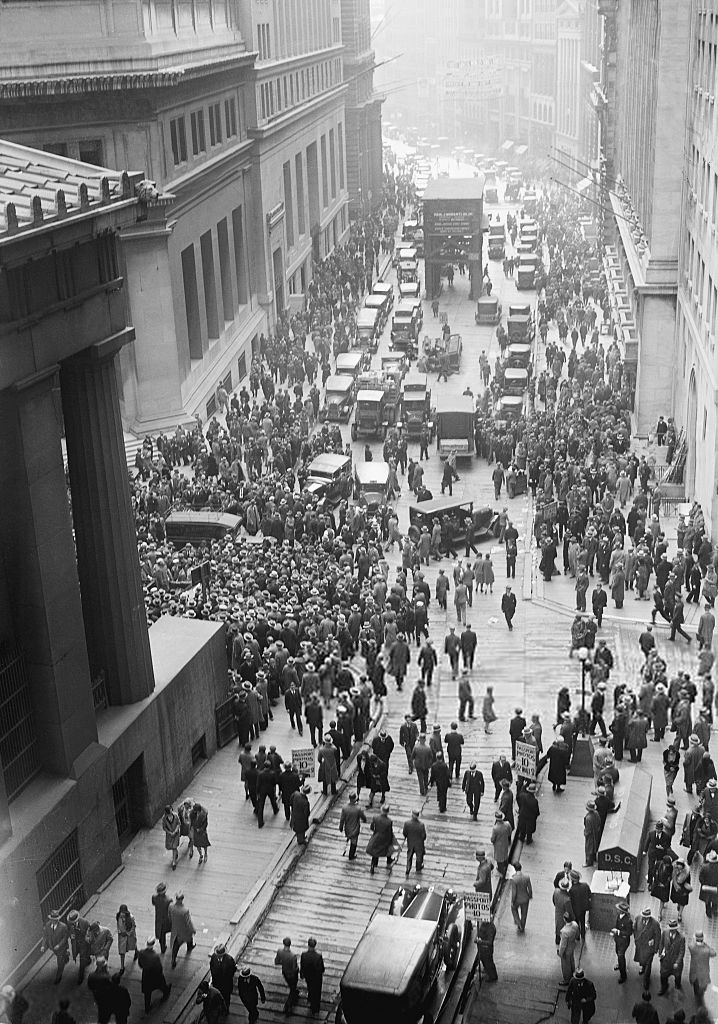
Le krach de 1929 plonge le monde dans la Grande Dépression, mais les divertissements, comme le cinéma, sont un remède pour supporter la crise et leur activité ne faiblit pas.

Pour parer à une éventuelle défection du public, plusieurs films tournés selon la technique du muet, sortent, ou ressortent, affublés d’une bande son (son sur disque d’abord, puis surtout son sur film) qui sert essentiellement à transporter la musique en parfaite synchronisation avec l’image, et aussi à introduire des ambiances parlées. C’est ainsi que l’adaptation du roman de Victor Hugo, L'Homme qui rit, magistralement réalisée en muet par Paul Leni, ressort en salle avec une bande son incluant des bruits de foule, c’est-à-dire des voix non individualisées ne nécessitant pas l’indispensable synchronisme des sons avec le mouvement des lèvres. L’utilisation de ce grondement de foule en colère permet au cinéaste et aux autres réalisateurs qui accueillent immédiatement cette possibilité d’expression — même chez ceux qui repoussent au début l’idée d’un cinéma sonore — de renforcer « l’importance du hors-champ dans la construction dramatique d’un film en créant le hors-champ sonore qui fait imaginer par la bande son une action se déroulant hors du cadrage ». L’historien du cinéma Georges Sadoul note que dans le film franco-allemand Sous les toits de Paris, René Clair « créait un train moins par le passage d’une fumée que par le chuintement de la locomotive et le roulement des wagons ».

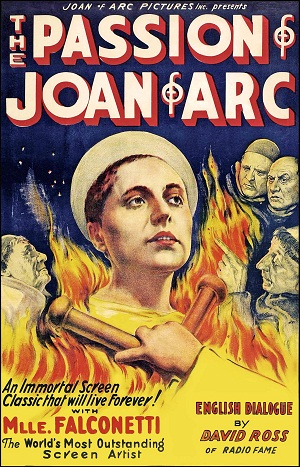
Affiche américaine de La Passion de Jeanne d'Arc (1929).

Une leçon que retient le cinéaste allemand Fritz Lang en 1930 avec son M le maudit, quand la mère de la fillette enlevée par le violeur d’enfants, appelle désespérément : « Elsie ! », sa voix résonne tragiquement dans l’escalier de l’immeuble, dans la cour, puis dans la rue… sans réponse. Sadoul rappelle que les cinéastes soviétiques les plus importants, Grigori Alexandrov, Vsevolod Poudovkine et Sergueï Eisenstein, opposés à l’introduction du son dans les films, reconnaissent cependant les vertus expressives du son hors-champ en tant que contrepoint de l’image.
Malgré cela, il faut remarquer qu’un des plus grands succès de l’époque, La Passion de Jeanne d'Arc du réalisateur danois Carl Theodor Dreyer, réalisé en 1927 et sorti en 1928 en Europe et 1929 aux États-Unis, est un film 100 % muet car la production n’avait pas pu accéder au matériel nécessaire et Dreyer s’était résigné à tourner sans enregistrer les sons qu’il aurait cependant aimé ajouter, la musique, les murmures de la foule et surtout les nombreux dialogues concernant le procès de Jeanne. Le résultat est à la fois superbe et décevant, qu’analyse bien Sadoul : « Pendant la majeure partie du film, l’action progresse seulement par les questions des juges et les réponses de la Pucelle. On guette les paroles sur les lèvres molles de Cauchon (l’acteur Sylvain) et la bouche pathétique de Jeanne (l’actrice Falconetti). S’il s’agit d’un oui ou d’un non, ils se comprennent par les seuls mouvements. Mais pour une phrase, les sous-titres deviennent nécessaires. La perpétuelle intervention de ces pancartes rompt le rythme admirable des très gros plans ».
En effet, dans les premières années, l’introduction du cinéma sonore, et notamment du cinéma parlant, pose des problèmes aussi bien esthétiques, que commerciaux et techniques.

### Adaptation commerciale du muet au sonore
Aux États-Unis, le cinéma parlant provoque une chute de la production. « On dut réduire le nombre des films, qui tomba de 900 ou 1000 au temps du Muet, à 5 ou 600 avec le Parlant. On abaissa en même temps le prix de revient moyen des productions, et les grandes compagnies, qui éditaient un programme par semaine, multiplièrent le nombre des films « B », films réalisés en peu de temps, avec un petit budget ». Car le pari commercial du cinéma sonore n’est pas gagné. Le tout-parlant risque en effet de faire perdre aux productions — et cela est valable aussi bien pour les films américains que pour les films européens qui perdent à partir de cette époque le succès qu’ils avaient en tant que films muets — le marché étranger, qui était ouvert au cinéma muet moyennant la confection peu coûteuse d’intertitres en langue vernaculaire. « L’hésitation américaine était due à des raisons plus économiques que techniques : un film entièrement dialogué menaçait de priver Hollywood de ses débouchés étrangers. À Paris, on cria : « En français ! » quand on y présenta les premiers films américains parlants. À Londres, on siffla l’accent yankee, alors ridicule et presque incompréhensible pour le grand public britannique ». En Europe, les deux sociétés allemandes Tobis, société affiliée à la Tri-Ergon, et Klangfilm développent des technologies de prise de sons et de projection sonore pour contrecarrer les coûteux brevets américains, mais le premier film parlant français, Les Trois Masques, réalisé par André Hugon en 1929 utilise le procédé américain Photophone et pour cette raison il est tourné dans les studios d'Elstree en Grande-Bretagne qui, eux, sont équipés pour le film parlant.
« Les films muets étaient enregistrés le plus souvent à une cadence de 16 à 18 images par seconde. À l’avènement du cinéma sonore, pour obtenir une bonne qualité du son optique, la cadence de prise de vues a été poussée à 24 images par seconde », ce qui augmente d’un tiers la vitesse de défilement de la bande son, aussi bien lors de l’enregistrement sur pellicule négative que lors de sa restitution dans les salles sur pellicule positive. Depuis, des films muets sont souvent diffusés par erreur au rythme du parlant, ce qui accélère anormalement les mouvements des personnages : ce défaut est même devenu un gimmick des films muets tels que considérés aujourd’hui, alors qu’il résulte pourtant d’une erreur à la diffusion. 
L’accélération de la vitesse est aussi, en terme économique, une augmentation d’un tiers des dépenses liées à la pellicule (consommation à la prise de vues, frais de développement, frais de tirages). Les producteurs n'ont pas d'autres choix : soit s'adapter — y compris pour ceux qui réfutent le cinéma parlant mais acceptent le cinéma sonore (musique, bruits) — soit faire faillite.
Le premier film parlant européen qui obtient un certain succès est signé Alfred Hitchcock (alors âgé de 29 ans) : Chantage (Blackmail). « Après beaucoup d’hésitations, les producteurs avaient décidé que ce serait un film muet, sauf pour la dernière bobine, car on faisait alors la publicité de certaines productions en annonçant : “film partiellement sonore”. En vérité, je me doutais que les producteurs changeraient d’avis et qu’ils auraient besoin d’un film sonore, alors j’avais tout prévu en conséquence. J’ai donc utilisé la technique du parlant mais sans le son. Grâce à cela, lorsque le film a été terminé, j’ai pu m’opposer à l’idée d’un “partiellement sonore”, et l’on m’a donné carte blanche pour tourner à nouveau certaines scènes. La vedette allemande, Anny Ondra, parlait à peine l’anglais et comme le doublage, tel qu’il se pratique aujourd’hui, n’existait pas encore, j’ai tourné la difficulté en faisant appel à une jeune actrice anglaise, Joan Barry, qui était dans une cabine placée hors-cadre, et qui récitait le dialogue devant son microphone pendant qu’Anny Ondra mimait les paroles ». La bande son de Chantage reçoit également un bon accueil de la part des critiques. L’un d’eux, Hugh Castle, écrit à ce propos : « Peut-être le plus intelligent mixage sonore et silencieux que nous n'avons jamais vu ». Le film muet survit ainsi quelques années, donnant encore au cinéma des chefs-d’œuvre tels que Les Lumières de la ville (City Lights) de Charlie Chaplin (United Artists) ou Tabou (Tabu) de Friedrich Wilhelm Murnau et Robert Flaherty (Paramount).
Aux États-Unis, comme l'historien Richard B. Jewell le souligne, « la révolution du son a provoqué la chute de beaucoup de petites sociétés de productions qui étaient incapables financièrement de suivre cette nouvelle conversion ». Ce qui a renforcé les cinq plus importantes sociétés de production : Warner Bros., Metro-Goldwyn-Mayer, Paramount Pictures, 20th Century Fox et RKO Pictures (fusion avec Radio Corporation of America-RCA) et a profité à trois autres, plus petites (« Little Three ») mais également classées sous l’appellation de majors : Columbia Pictures, Universal Pictures et United Artists (société créée par Charlie Chaplin, Mary Pickford, Douglas Fairbanks et D. W. Griffith). Un rapprochement que l'historien Thomas Schatz justifie « parce que les studios furent obligés de rationaliser leurs productions et de compter sur leurs propres ressources, le style des films et le talent des créateurs artistiques furent plus remarqués que jamais. Ainsi, la période critique de l'avènement du cinéma sonore dans le début de la crise financière mondiale vit la paradoxale union des grands studios avec les entreprises individuelles qui débouchaient avec leurs particularités respectives dans l'industrie du cinéma ».

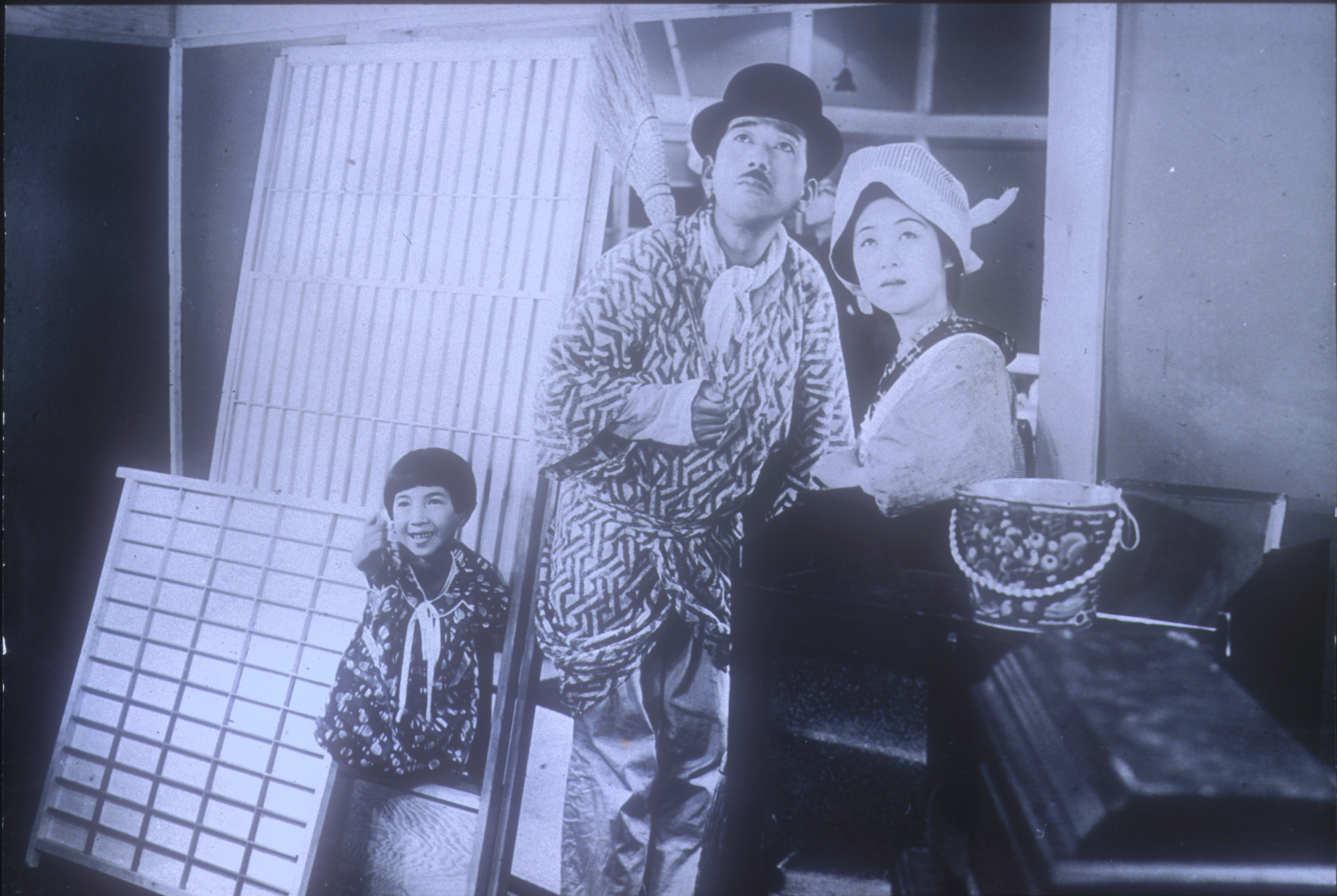
Madamu to nyobo de Heinosuke Gosho (1931), une production des studios Shochiku, fut le premier succès commercial et critique du cinéma sonore japonais.

Que dire des salles d’Europe, d’Asie et d’Afrique ? Partout en Europe, la conversion des salles prenait du retard par rapport à la production, exigeant que les films parlants soient produits en parallèle dans une version muette, ou simplement projetés sans le son. À la fin des années 1930, seules 60 % de salles britanniques étaient équipées pour les films sonores, de même qu'aux États-Unis, et en France, près de la moitié des salles l’aurait été dès 1932. En Union soviétique, au printemps 1933, moins de 1 % des appareils de projection du pays était équipé pour les films sonores.
Pendant les années 1920 et 1930, le Japon est l'un des deux plus gros producteurs de films, aux côtés des États-Unis. Bien que l'industrie cinématographique du pays s’aligne parmi les premières à produire des films sonores et parlants, l'équipement des salles semble avoir été plus lent qu'en Occident. Deux des réalisateurs majeurs du pays, Yasujirō Ozu et Mikio Naruse, ne tournent d'ailleurs pas leur premier film sonore avant 1935. En 1938, plus d'un film sur trois au Japon est sans dialogue. Avec le système Minatoki de son sur disque, le studio Nikkatsu produit deux films parlants en 1929 : Taii no musume et Furusato (Le Pays natal), ce dernier tourné par Kenji Mizoguchi. Le studio rival, Shōchiku, commença alors, avec succès, la production de films parlants, utilisant des systèmes de son sur film, en 1931, dont le procédé à densité variable Tsuchibashi.
La survivance du cinéma japonais muet s’explique par le traditionnel Benshi, un narrateur qui accompagne la projection d'un film en expliquant ce qui se passe. Comme le décrira le cinéaste Akira Kurosawa plus tard, le benshi « ne racontait pas seulement l'intrigue du film, il augmentait le côté émotionnel en reprenant les voix et les effets sonores, il fournissait une description des événements et des images projetées… Le narrateur le plus populaire était entièrement responsable de la clientèle d'une salle ».
L'Inde fut aussi un des bénéficiaires de l’avènement du film sonore pour des raisons semblables, liées à la culture du pays, et notamment à la puissance et la popularité de la musique et de la chanson. « Avec l'arrivée des films parlants et grâce à la musique, le cinéma indien développa par lui-même un genre bien particulier, différent de toute la production mondiale ». En l'espace d'une décennie et sans soutien de l'État ni barrières douanières, plus de 90 % des films projetés en Inde furent des productions locales. La plupart des premiers films parlants indiens furent tournés en hindi à Bombay, qui reste aujourd'hui le centre de production principal, mais le tournage de films sonores se propagea rapidement à travers ce pays multilingue. Dès 1931, des films parlants en bengali et en hindi furent tournés à Calcutta. En 1932, le film Heer Ranjha, en hindoustani, fut produit à Lahore au Pendjab. En 1934, Sati Sulochana est le premier film parlant kannada, tourné à Kolhapur (Maharashtra). Srinivasa Kalyanam fut le premier film parlant tamoul tourné au Tamil Nadu. En 1932, la majorité des productions de longs métrages étaient sonores ; deux ans plus tard, 164 des 172 longs métrages indiens étaient sonores.

### Adaptation technologique du muet au sonore

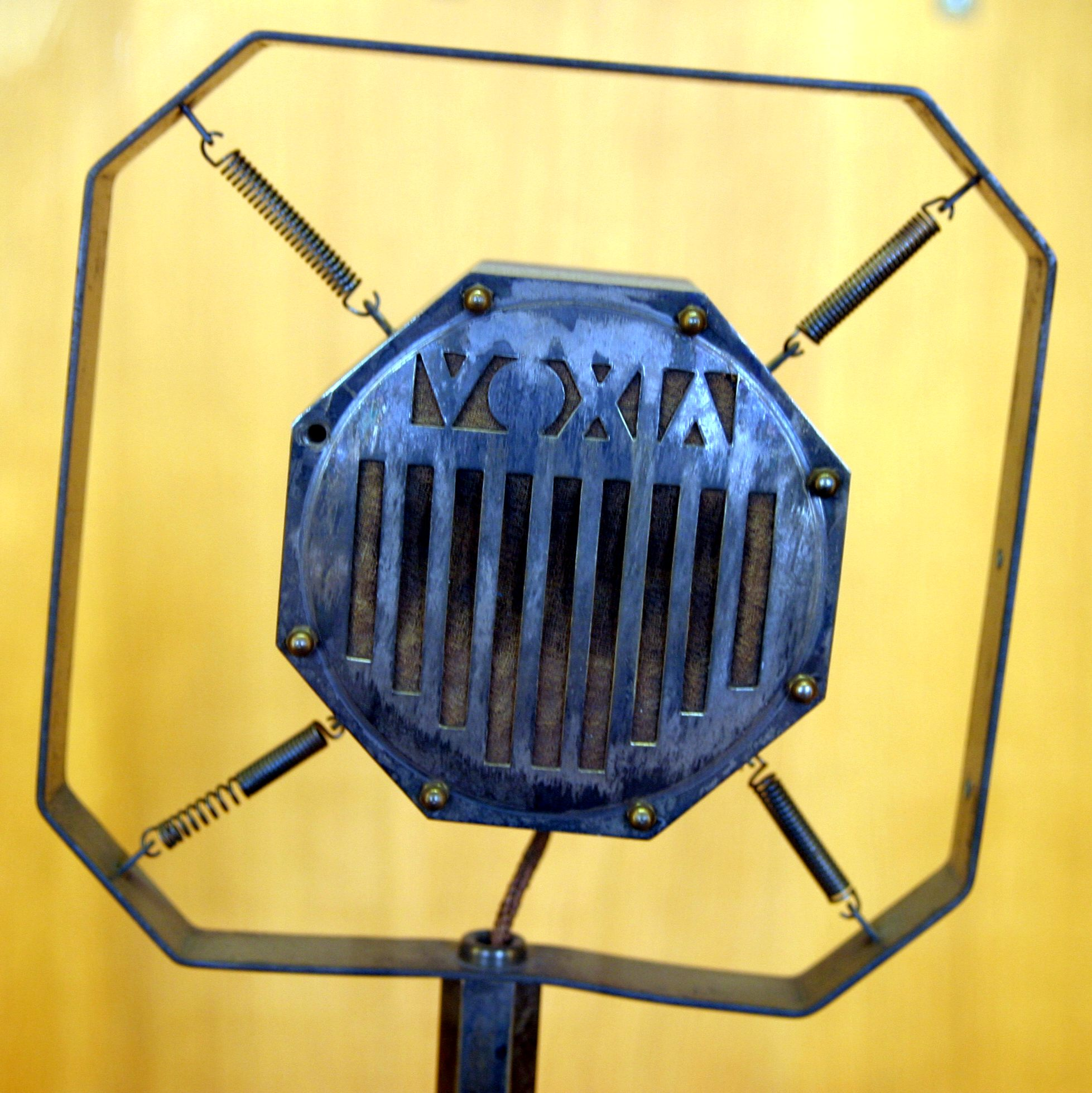
Un microphone ancien.

À court terme, toute la chaîne des équipements liés aux films, est affectée par l'introduction du son. D’abord, l’ambiance même des plateaux change du tout au tout. Dans la première décennie du XXe siècle, et même durant la seconde décennie, à l’exception des superproductions, la majorité des décors « étaient encore limités à une feuille de fond et à de très courts retours latéraux. Pour rentabiliser les studios, il était courant de tourner deux films différents dans des décors disposés l’un à côté de l’autre sur le même plateau, le cinéma était encore muet, il n’y avait pas de preneur de son pour réclamer le silence ». Non seulement cette pratique n’est plus possible, et le coût des tournages en studio, où seul un tournage peut se tenir dorénavant, s’en trouve d'autant multiplié, mais encore il faut isoler les locaux des bruits extérieurs (trains, voitures, cris, foule, etc.). Les plateaux vitrés des premiers films, recherchés pour leur éclairage naturel, ne sont désormais plus utilisables.

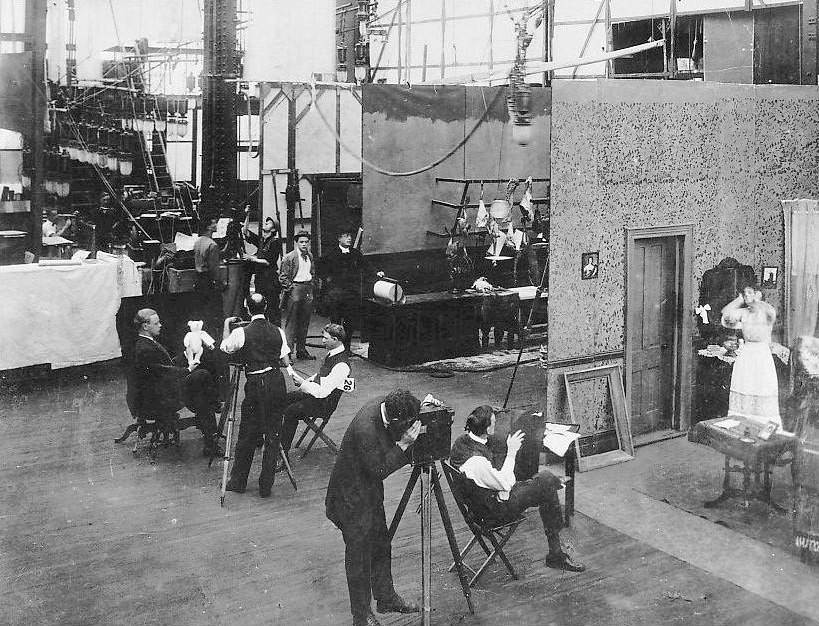
Tournage de plusieurs films muets d'Edison sur un seul plateau, vers 1907.

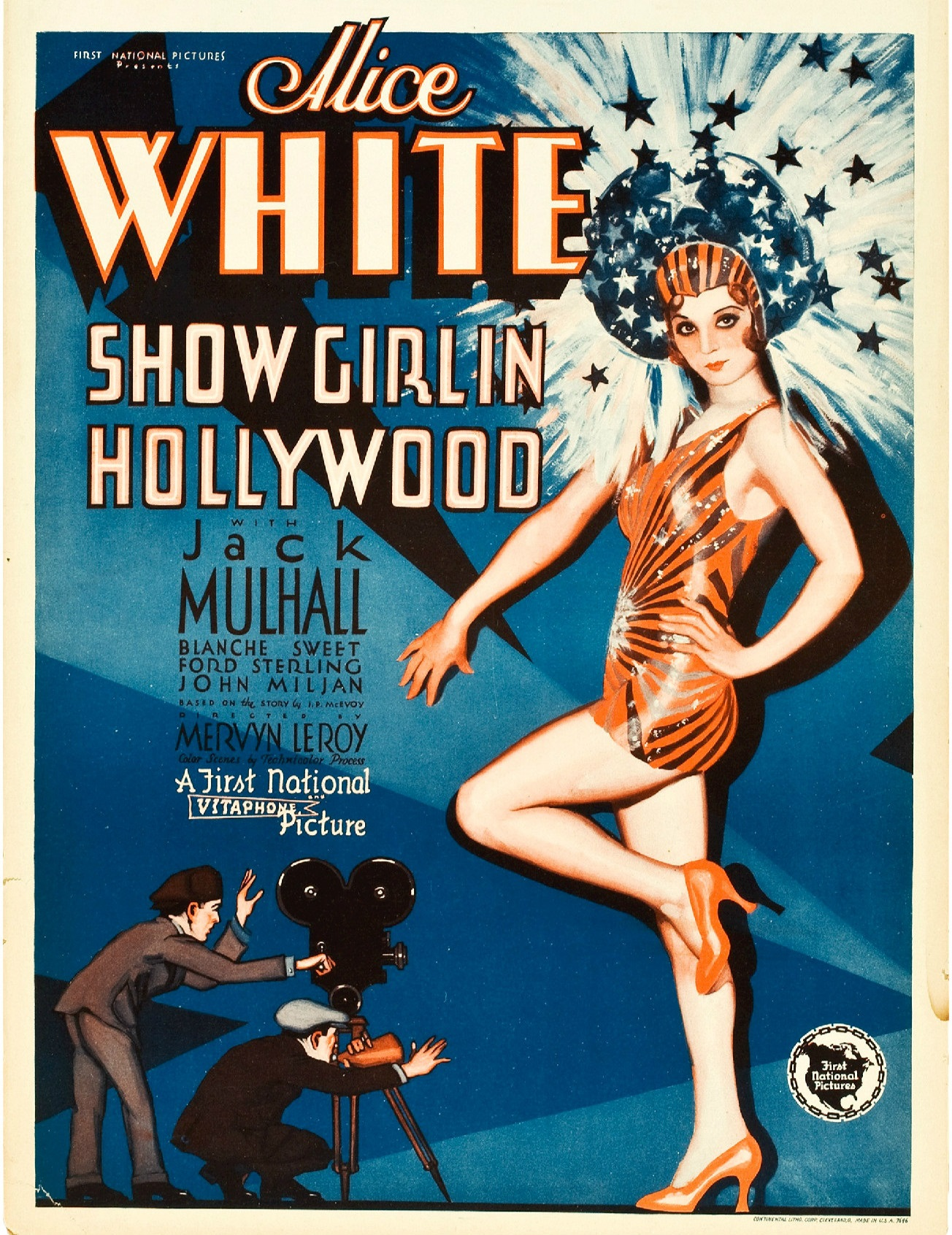
Show Girl in Hollywood (1930), l'un des premiers films sonores sur la réalisation.

Un studio devient par nécessité « une boîte strictement calfeutrée et insonorisée », dans laquelle la circulation du personnel et des artistes est strictement contrôlée. L’éclairage est plus que jamais électrique. Au départ, ce sont des lampes à vapeur de mercure installées en « rampes » ; leurs radiations, incomplètes, ne perturbent pourtant pas les films, dont la plupart sont tournés en noir et blanc. Ces rampes Cooper-Hewitt diffusent une lumière douce et diffuse, obligeant à utiliser des lampes à arc nu, plus directives. Ces lampes à arc, qui permettent de moduler la lumière, sont prisées par ces nouveaux super techniciens que sont les directeurs de la photographie qui font partie maintenant de toute équipe de tournage de fiction. Or, ces lampes à arc sifflent en fonctionnant. Il faut donc les retirer des studios ; les lampes à incandescence vont les remplacer.
De nouveaux rites apparaissent sur les plateaux de tournage : coup de klaxon pour exiger le silence général avant une prise de vues/prise de son, clap relié à l’ardoise où sont inscrits habituellement à la craie les numéros de la séquence et du plan que l’on va tourner et qui permet maintenant d’émettre en plus un signal visuel et un signal sonore simultanés, nécessaires à la synchronisation des sons et de l’image lors du montage.
Un problème plus épineux apparaît aussitôt : les caméras, parfois encore à manivelle, mais le plus souvent équipées de moteur électrique, émettent un bruit caractéristique dont le niveau est incompatible avec une prise de son correcte. « Le bruit de crécelle de la caméra n’est pas le bienvenu lors des prises de vue sonores, elle se voit enfermée avec son opérateur dans une cabine insonorisée et se retrouve avec un fil à la patte. Allait-on oublier les travellings, les panoramiques et les subtilités du découpage? ». Les talkies ont déjà mis en pratique le statisme imposé par l’enregistrement des dialogues, qui « morcela systématiquement le découpage et se caractérisa bientôt par une cadence pendulaire alternant champ et contrechamp ». D'abord enfermées dans des cabines, les caméras seront par la suite installées à l'intérieur de caissons spéciaux transportables : les blimps.
Techniquement, le problème majeur avec ses conséquences financières lourdes, était celui de l’équipement des milliers de salles à travers le monde. Les salles qui ont pu utiliser de simples systèmes acoustiques avec le Vitaphone, doivent maintenant se plier à l’obligation de s’équiper en appareils de projection sonores à lecteur de piste optique, ou du moins de modifier leur installation originelle, mais aussi d’acheter les premiers amplificateurs à lampes et les premiers haut-parleurs. Une mise de fonds importante que les propriétaires de salles ne pourront pas éviter s’ils veulent suivre les goûts nouveaux du public. La plupart des salles de cinéma américaines, surtout en bordure des zones urbaines, ne possèdent pas encore le matériel sonore nécessaire à la projection des films sonores.

### Adaptation des artistes du muet au sonore
Certains cinéastes célèbres refusent ce passage au parlant, tels Charlie Chaplin, qui est à l’apogée de sa popularité. Encore en 1936, dans son film Les Temps Modernes, Chaplin en vient même à introduire la parole sous une forme parodique et dérisoire : une chanson en mots tous incompréhensibles (grommelot), Je cherche après Titine qui fait rire le monde entier mais ne rapporte pas un cent à son compositeur. Chaplin y voit essentiellement un moyen de démontrer la supériorité du mime sur les mots.
D’autant qu’une partie du cinéma parlant dégénère dans ce que la critique américaine appelle avec mépris les talkies, « ces films bavards plutôt médiocres où les comédiens s’époumonent dans des micros que l’on dissimule derrière les accessoires du décor. Des carrières de comédiens photogéniques mais à la voix impossible, s’effondrent en un jour. Ce sujet est évoqué tout d’abord par Étoile sans lumière en 1946, puis par le célèbre film de Stanley Donen et de Gene Kelly, Chantons sous la pluie » qui date, lui, de 1952, et que reprend plus tard encore le réalisateur français Michel Hazanavicius avec The Artist (2011).

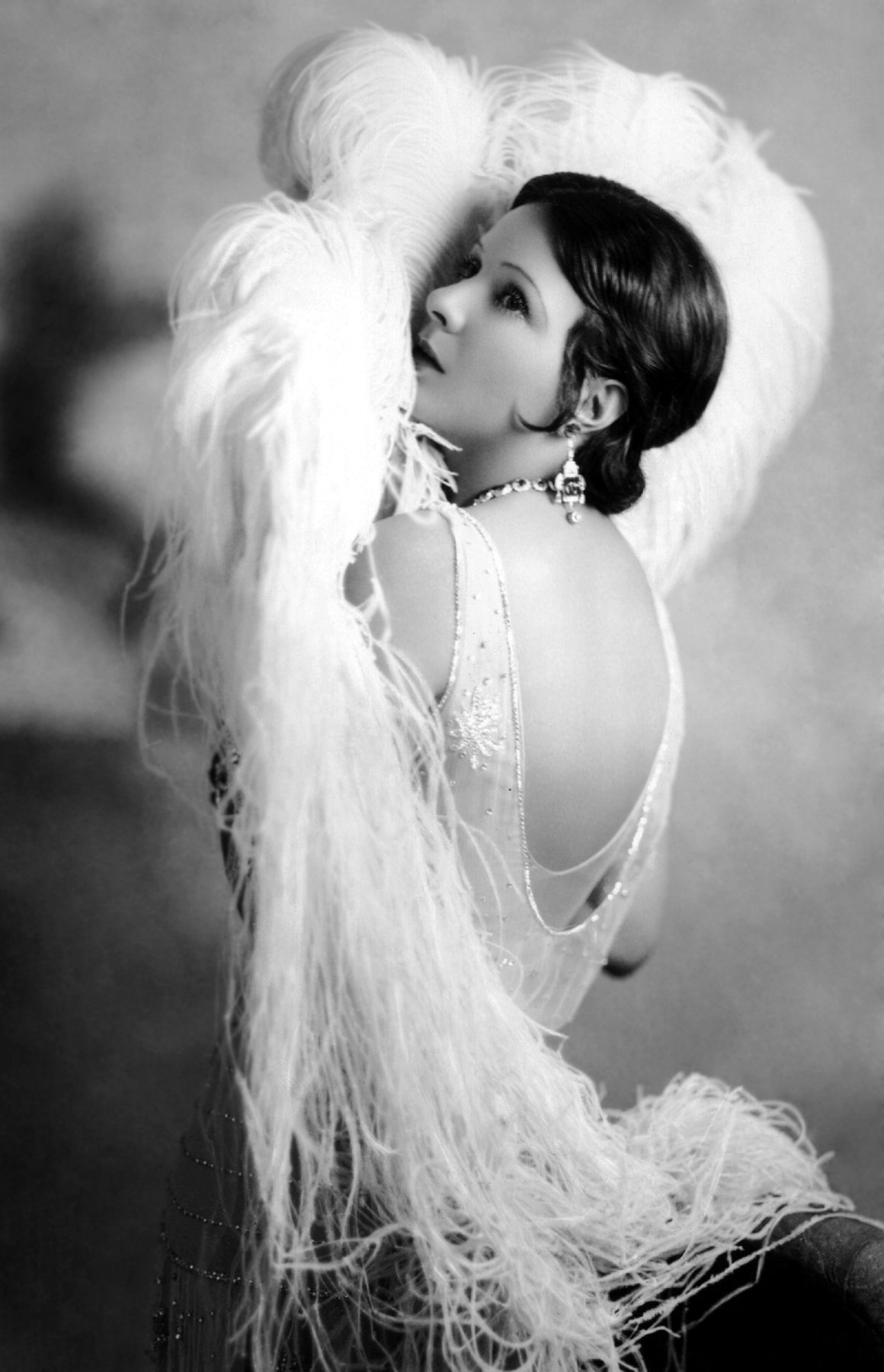
Norma Talmadge vers 1919.
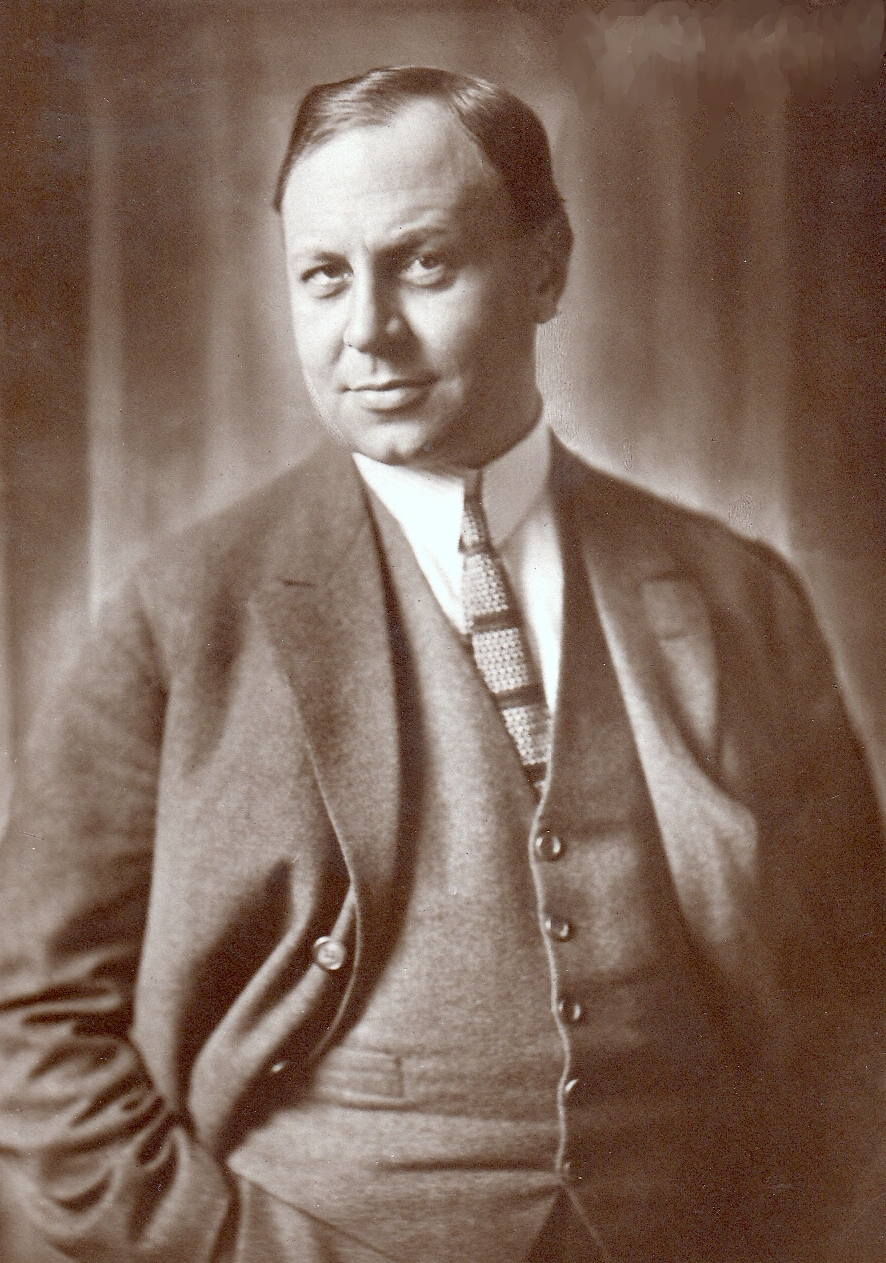
Emil Jannings en 1926.
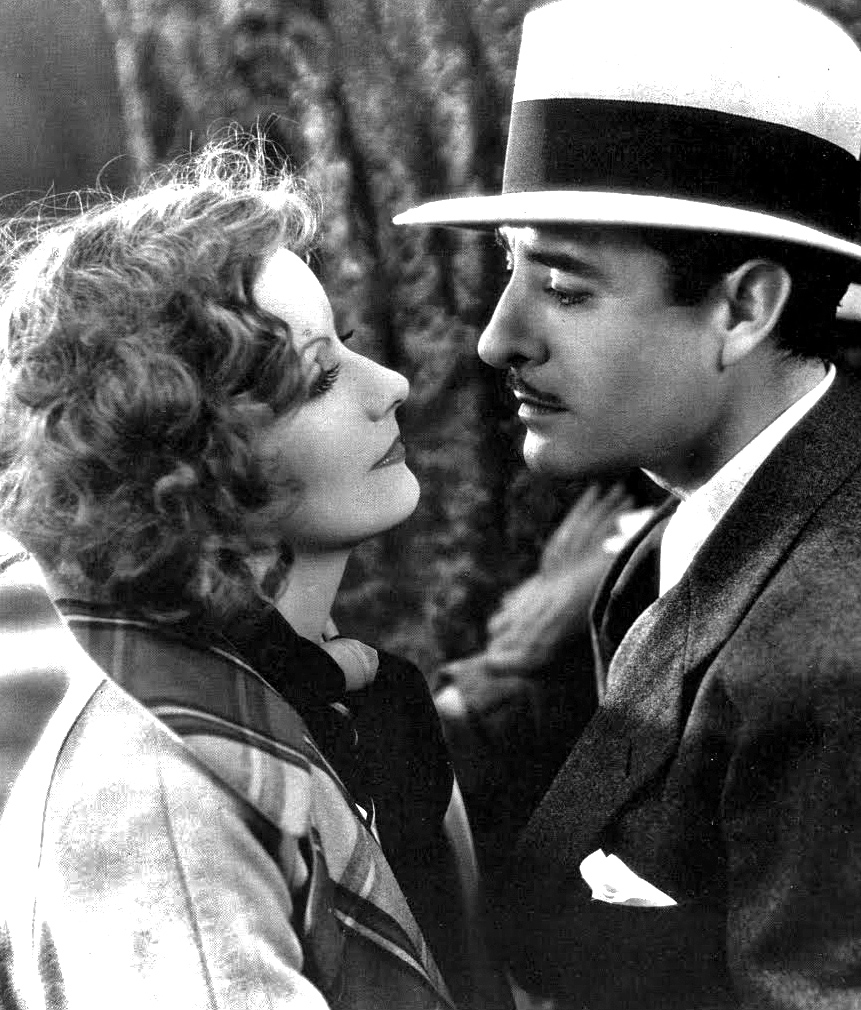
Greta Garbo et John Gilbert en 1929.
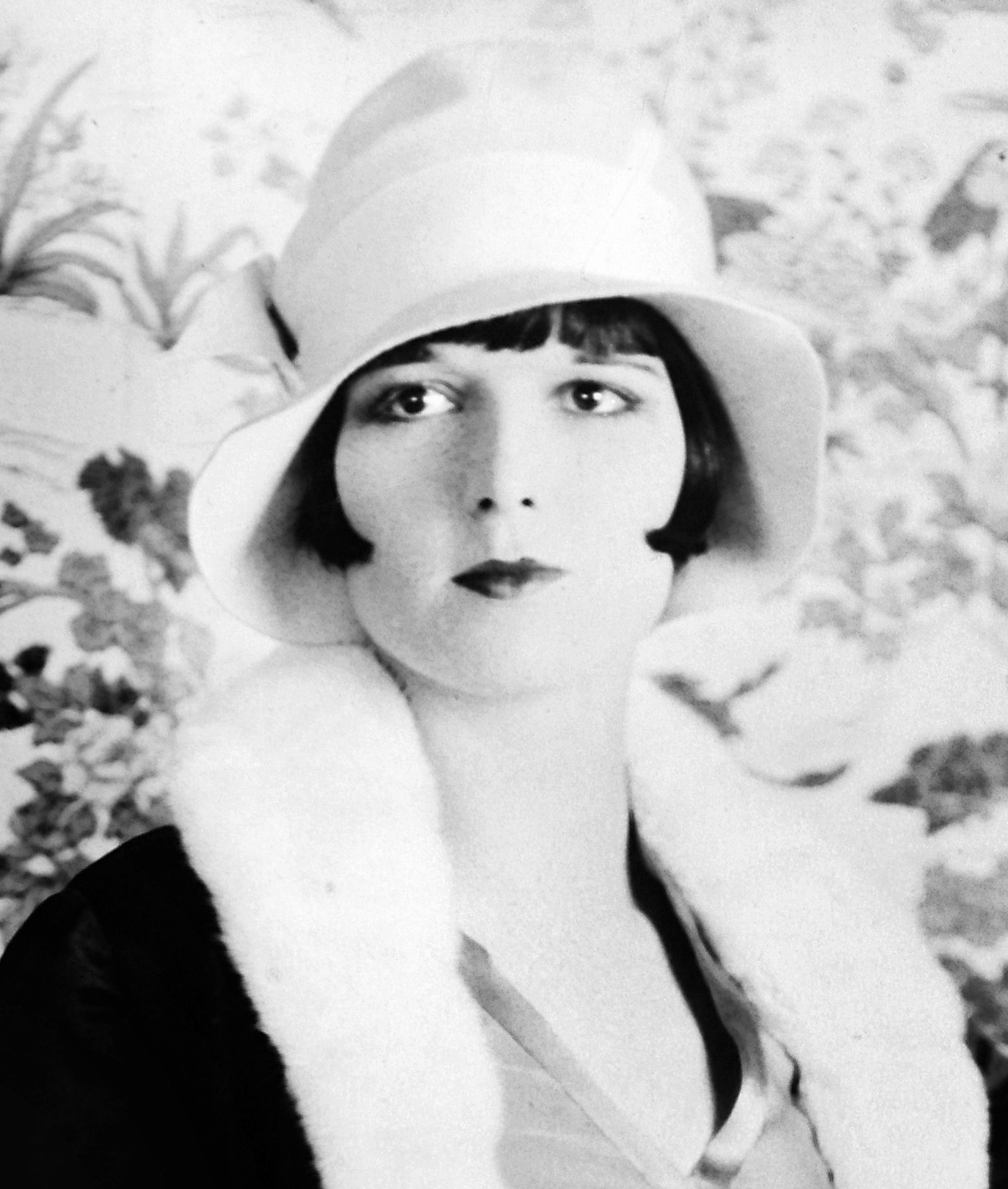
Louise Brooks vers 1929.
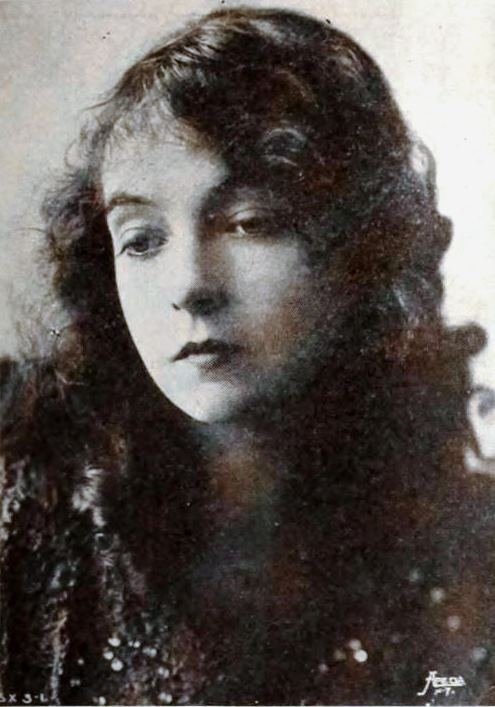
Lillian Gish en 1920.
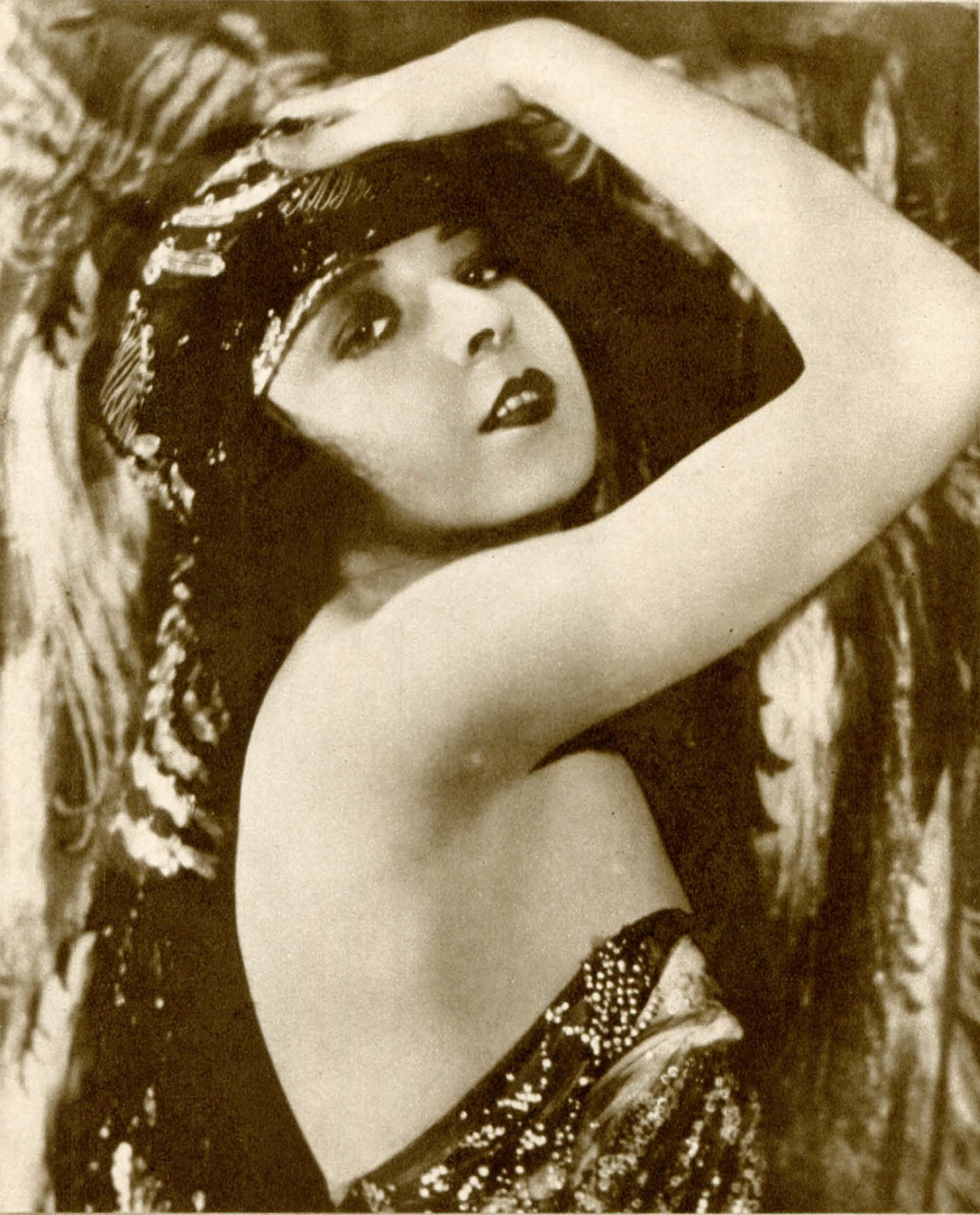
Colleen Moore en 1922.
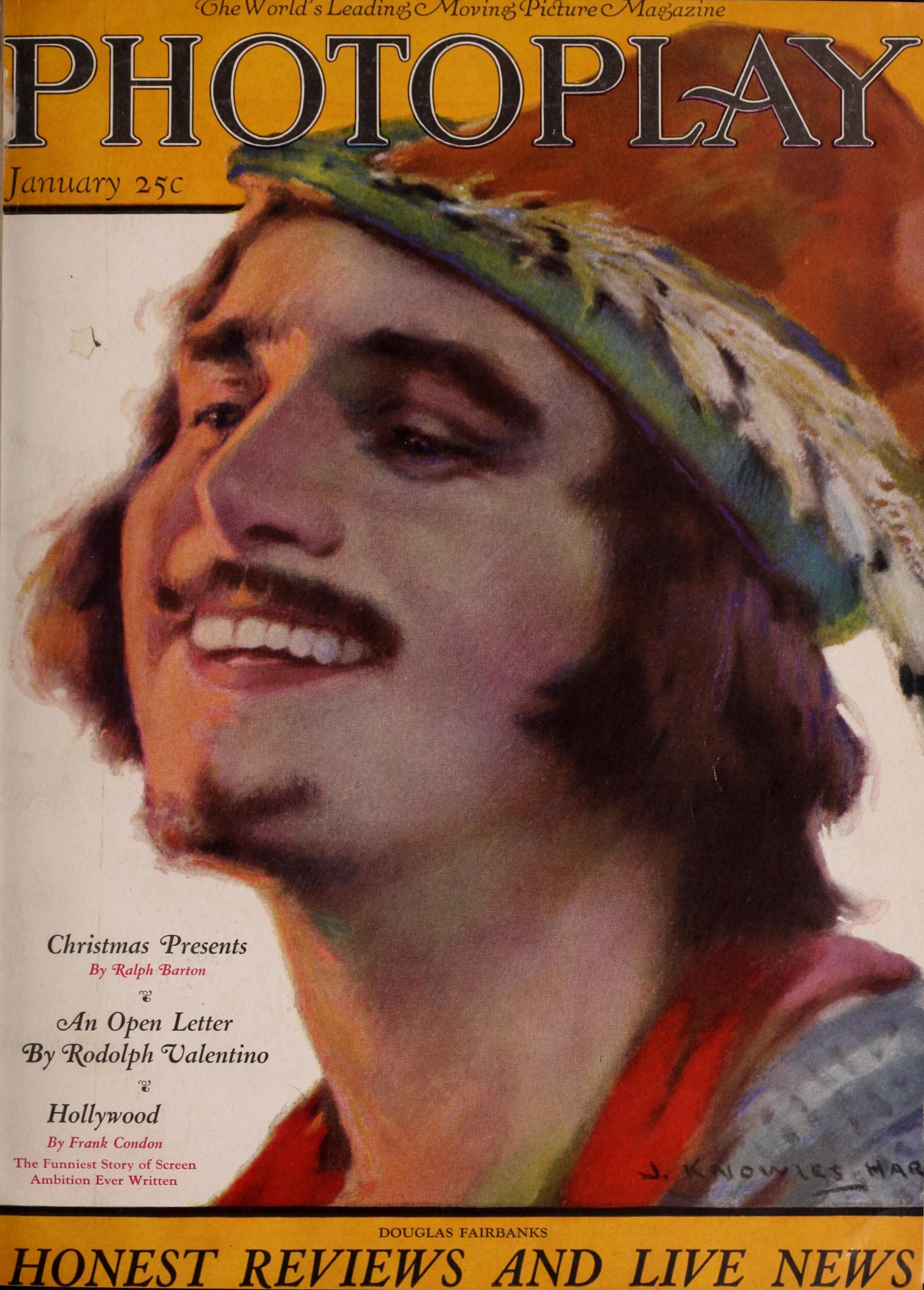
Douglas Fairbanks en 1923.
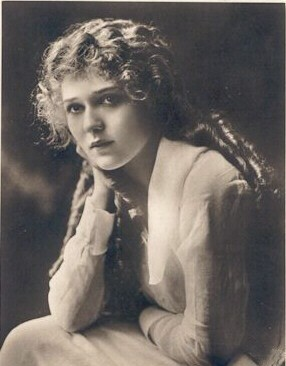
MaryPickford en 1923.
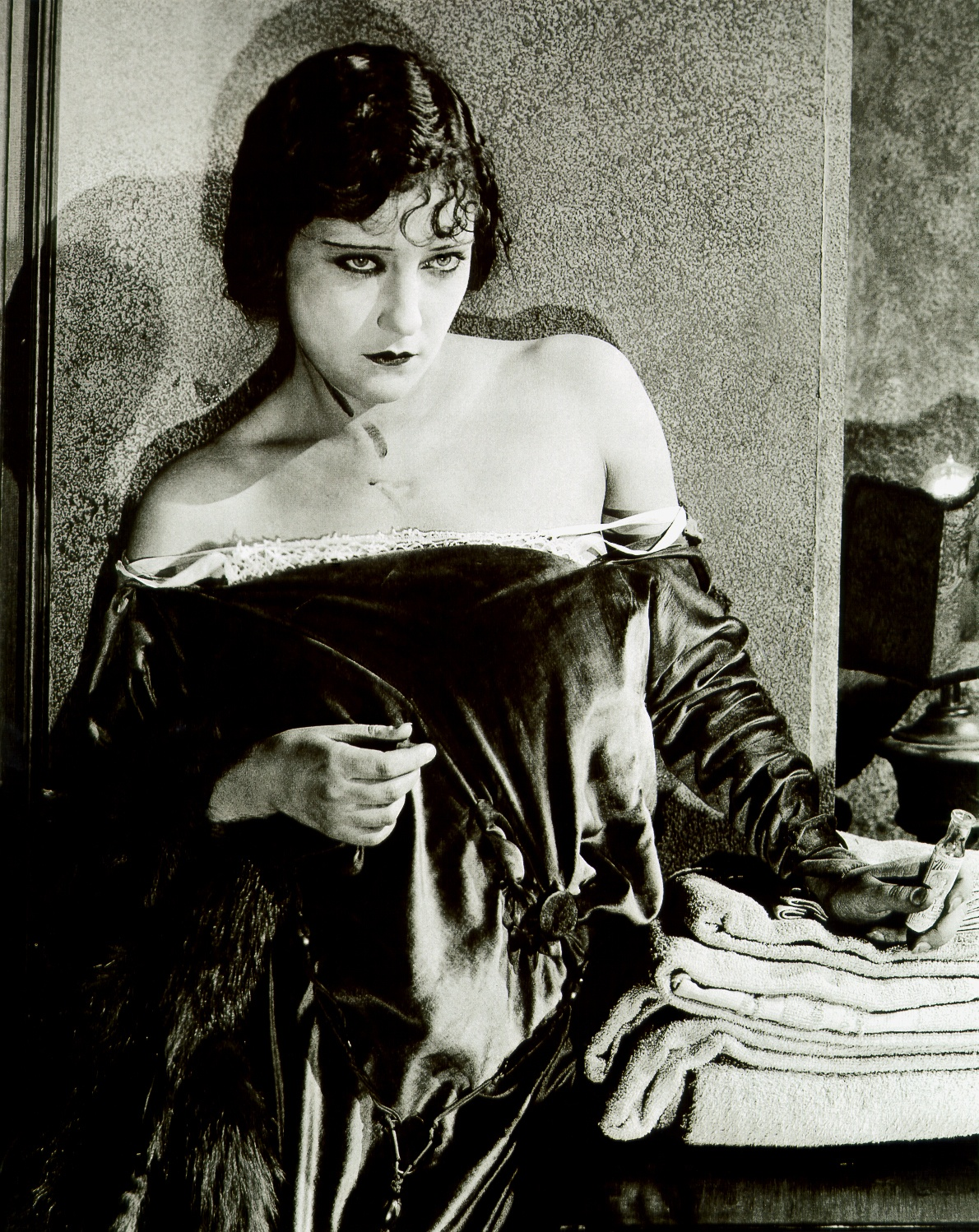
Gloria Swanson en 1920.

Ainsi, des stars telles que Norma Talmadge, Emil Jannings, John Gilbert, déçoivent le public qui découvre une voix contradictoire avec leur physique. L'actrice Louise Brooks, qui passe avec succès le cap du parlant, raconte cependant avec désenchantement que les dirigeants des studios profitèrent de ce bouleversement pour revoir à la baisse les salaires de tout un chacun : « Ce fut une trop belle opportunité pour rompre des contrats, diminuer des salaires, et amadouer les stars ». Celle qui fut, comme beaucoup d’autres, exigeante, capricieuse, et chère, subit difficilement les vexations répétées et finit par rompre son contrat. Lillian Gish, actrice des films de D. W. Griffith, disparaît des plateaux où elle ne revient que plus tard, dans des rôles de femme âgée mais énergique, comme dans La Nuit du chasseur ou Le Vent de la plaine. 

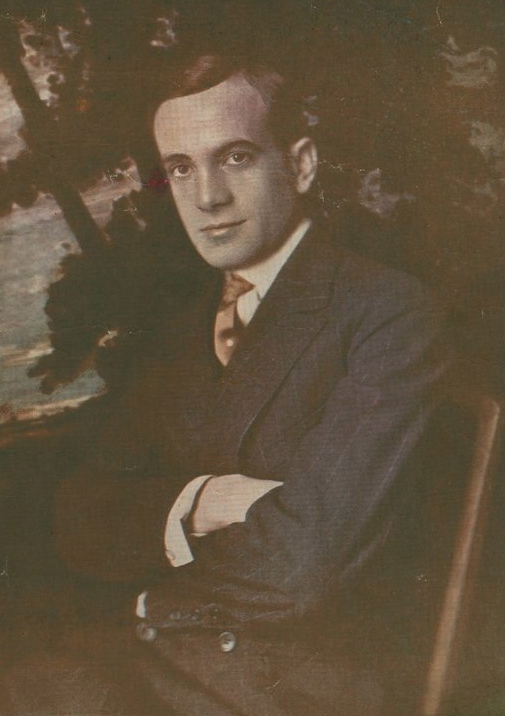
Al Jolson en 1913.
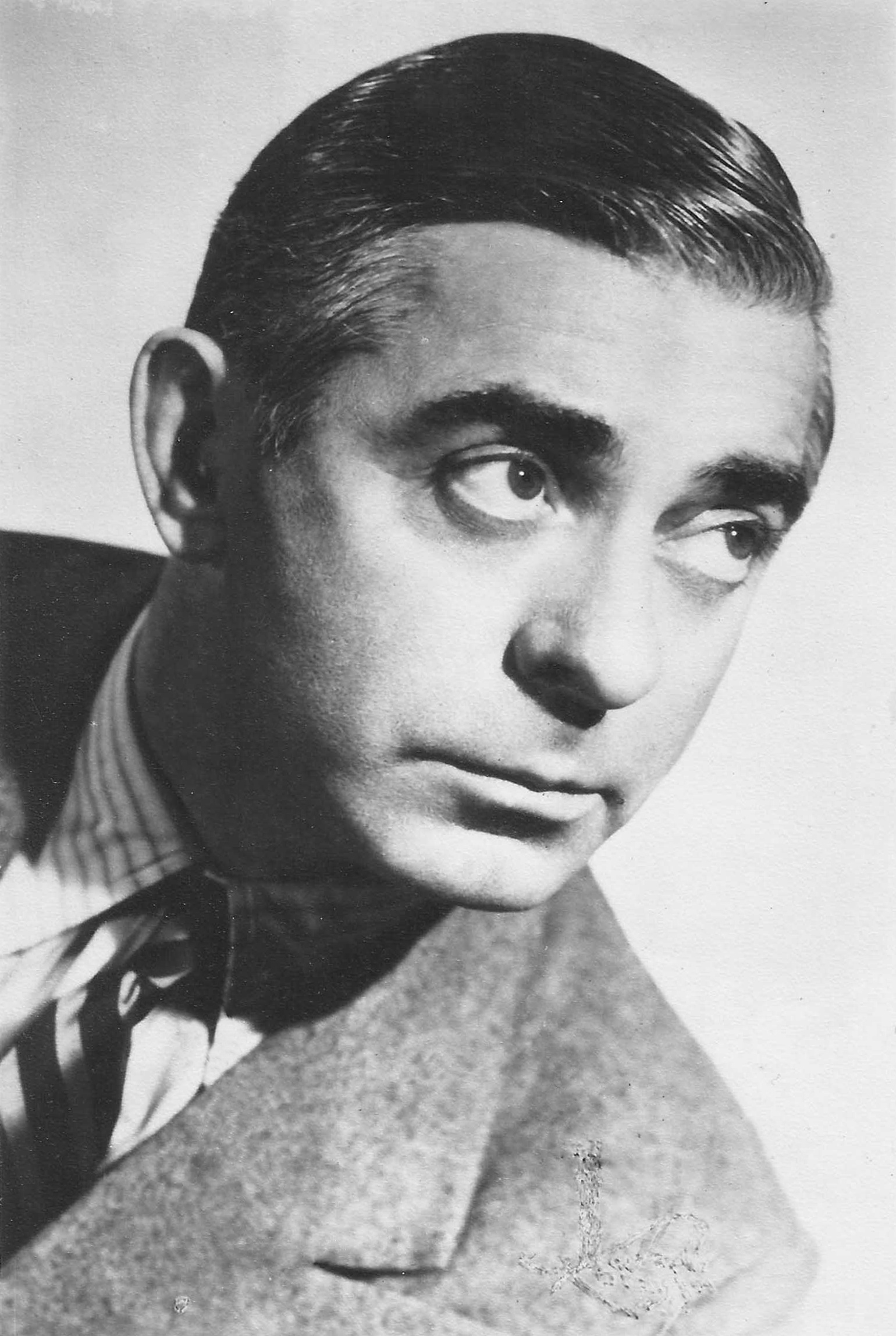
Eddie Cantor en 1928.
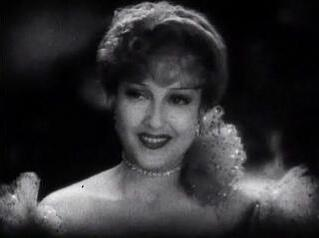
Jeanette MacDonald en 1934.
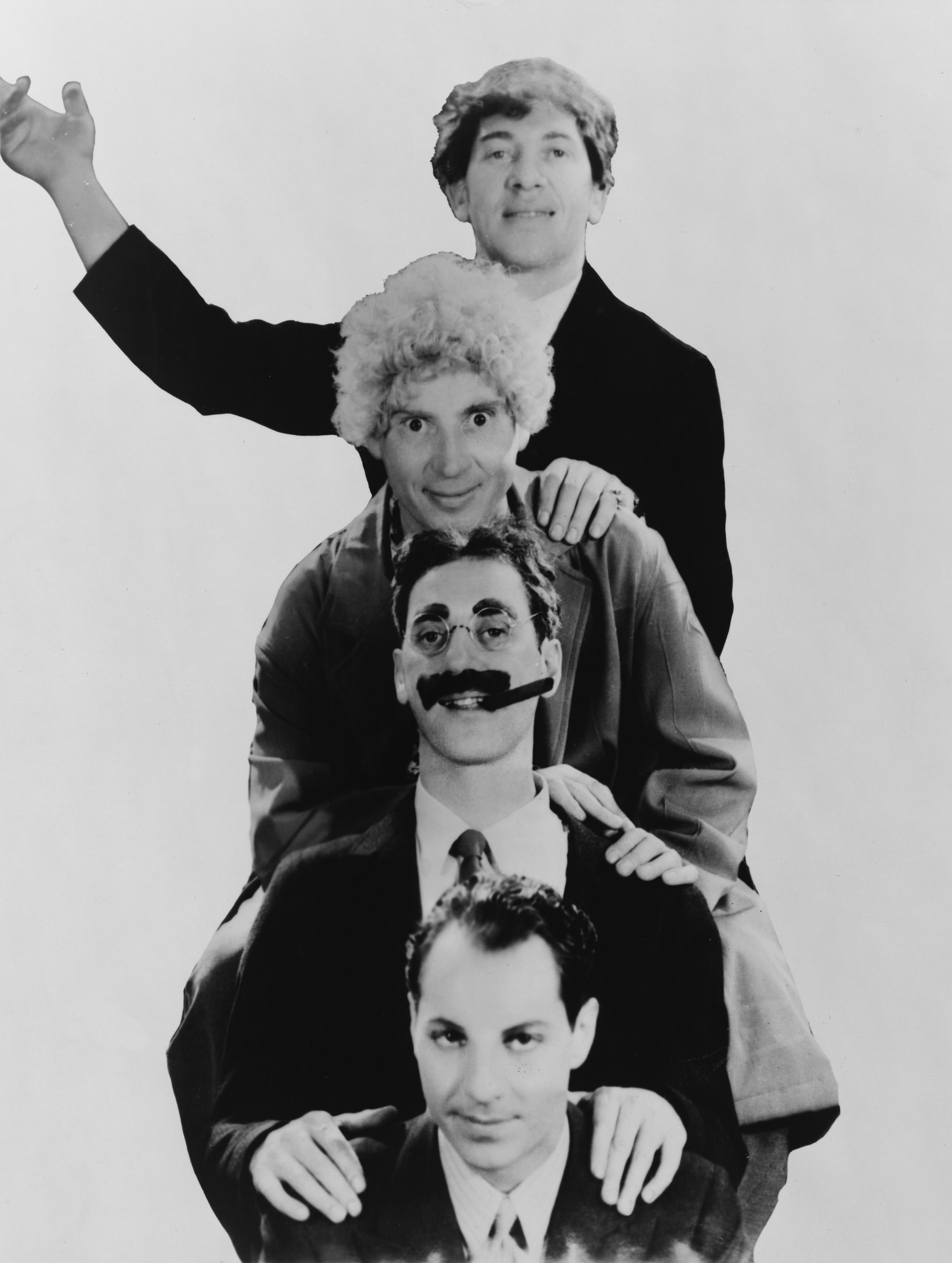
Les Marx Brothers en 1931.
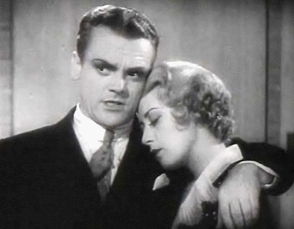
James Cagney et Joan Blondell en 1933.
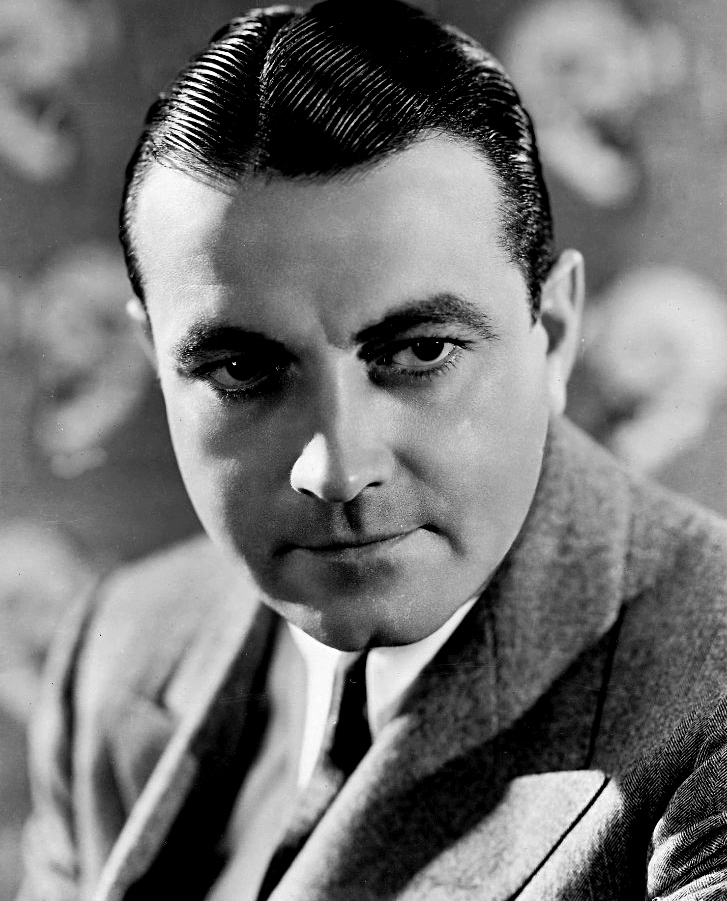
Richard Barthelmess en 1934.
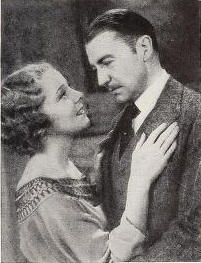
Helen Vinson et Clive Brook en 1934.
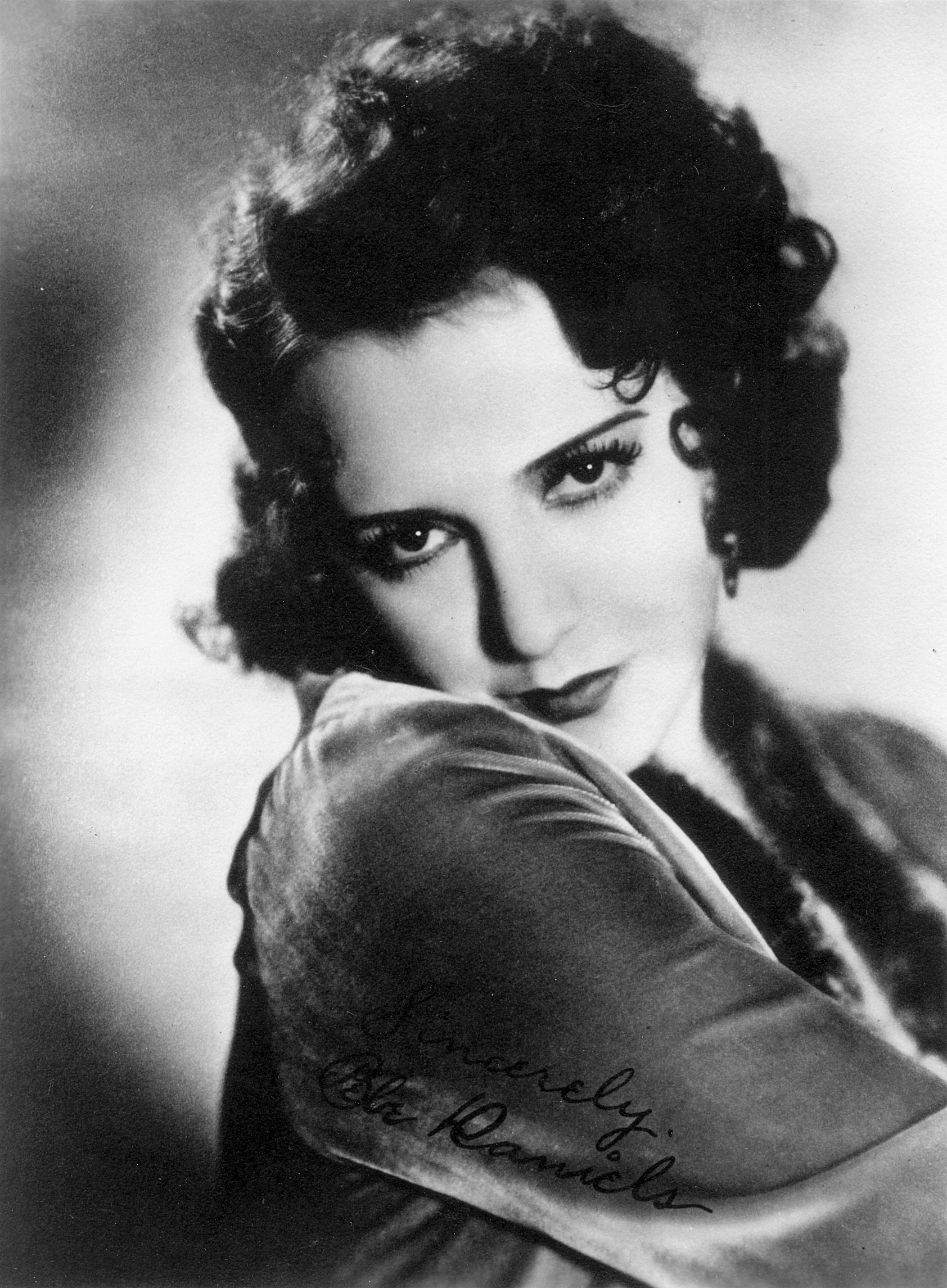
Bebe Daniels vers 1925.
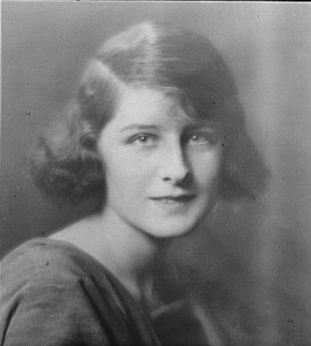
Norma Shearer en 1920.

En revanche, les comédiens issus du théâtre ou du vaudeville et des variétés, où des chanteurs (comme Al Jolson), s’adaptent facilement aux contraintes de l’enregistrement sonore : Eddie Cantor, Jeanette MacDonald, et les Marx Brothers sont des habitués de la chanson, James Cagney et Joan Blondell, venant de Broadway, sont engagés par la Warner Bros. dès 1930. Cependant l’arrivée du parlant ne provoqua pas une hécatombe parmi les comédiens du muet. Plusieurs d’entre eux furent aussi célèbres durant l'ère du  cinéma sonore : Richard Barthelmess, Clive Brook, Bebe Daniels, Norma Shearer, le duo Laurel et Hardy. Greta Garbo, qui allait devenir « la Divine », native de Suède, parlait anglais avec un accent qui a plu au public américain. Ce fut la même trajectoire qui porta l'Allemande Marlene Dietrich et son accent particulier, de Berlin à Hollywood.

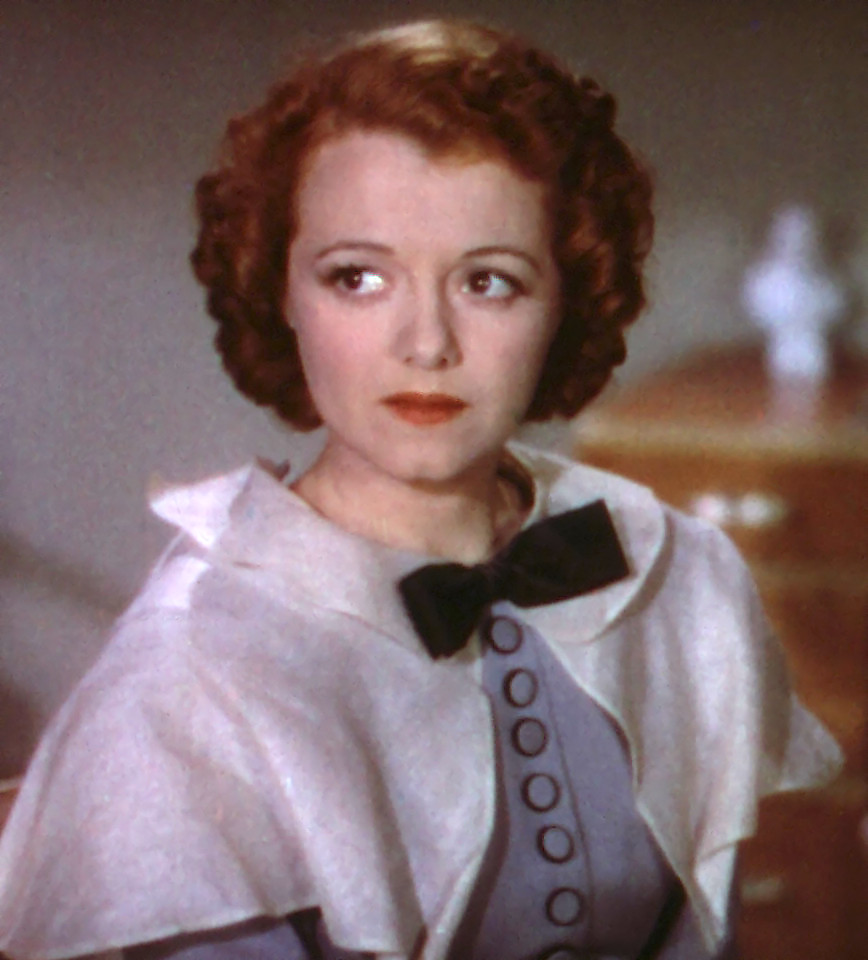
Janet Gaynor en 1937.
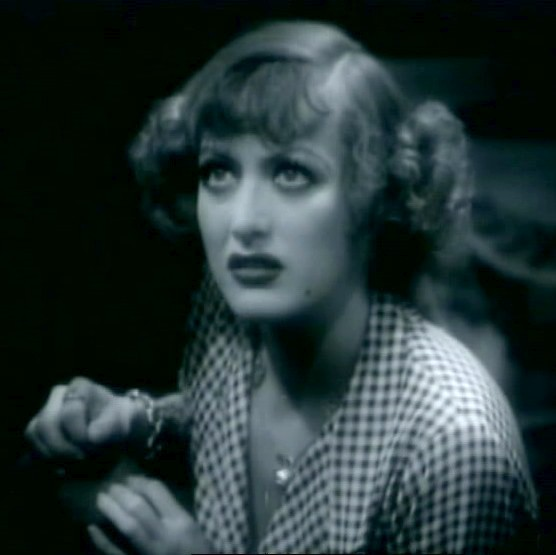
Joan Crawford en 1932.
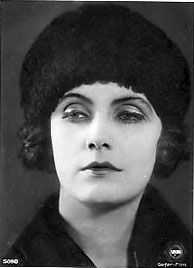
Greta Garbo en 1925.
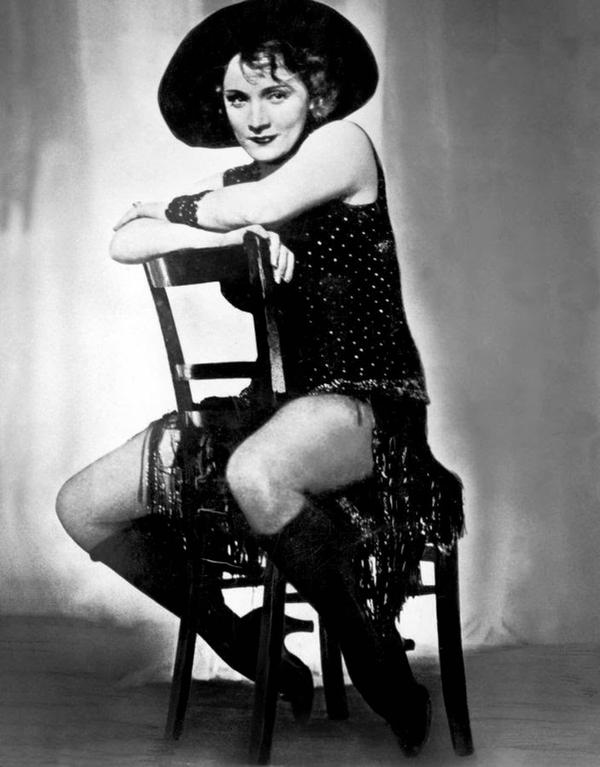
Marlene Dietrich en 1931.

L’enregistrement de la musique, d’abord avec le procédé Vitaphone, puis avec les procédés de son sur film, toucha aussi une profession qui s’était développée dans les 35 premières années du cinéma : les instrumentistes qui jouaient au pied de l’écran, accompagnant les péripéties du film au moyen de musique plus ou moins improvisée, le plus généralement un pot-pourri d’airs connus empruntés à différents répertoires : opéra, music-hall, musique classique ou populaire. Cet accompagnement musical faisait vivre un pianiste, ou un organiste, ou alors une petite formation de quatre ou cinq musiciens, la dépense étant liée au luxe plus ou moins grand de la salle de cinéma. Il y avait donc des accompagnements « pauvres » et des accompagnements « riches »}. 
Le son enregistré nivelle ces différences : le son fait maintenant partie du film, il est vendu ou loué avec le programme. Les pianistes, les violoneux, les organistes n’ont plus leur place dans les salles. Ainsi, aux États-Unis, la Fédération des musiciens américains (American Federation of Musicians) recense quelque 22 000 emplois perdus de 1926 à 1928. Tandis que la commande de bandes originales fait émerger une centaine de compositeurs. 
En continuant à protester contre la perte d'emplois due à l'utilisation de la « musique en conserve », l'AFM impose des cachets minimaux pour enregistrer les musiques de film sur Vitaphone et sur Movietone ou Photophone. Une publicité de 1929, apparue dans Pittsbutgh Press, montre l’image d'une boîte métallique étiquetée « Musique en conserve / Super tintamarre / Garantie allergique à l’intelligence et aux émotions. » et l’article dénonce « le déclin de la musique en tant que démarche artistique ».